# Liste öffentlicher Bücherschränke in Oberösterreich
Dieser Artikel enthält öffentliche Bücherschränke in Oberösterreich und erhebt keinen Anspruch auf Vollständigkeit.

## Statistik
Derzeit sind in Oberösterreich 243 öffentliche Bücherschränke erfasst (Stand: 17. August 2025).

## Liste öffentlicher Bücherschränke gereiht nach Gemeinde
| Bild         | Ausführung        | Gemeinde                                       | Bezirk           | Seit            | Anmerkung | Lage                                                                             |
| ------------ | ----------------- | ---------------------------------------------- | ---------------- | --------------- | --- | -------------------------------------------------------------------------------- |
|              | Telefonzelle      | Aistersheim                                    | Grieskirchen     | 2019            | Die von der Gemeindebibliothek Aistersheim realisierte Bücherzelle steht gegenüber vom Gemeindeamt. | ⊙ gegenüber von Aistersheim 5, 4676 Aistersheim                                  |
|              | Telefonzelle      | Alkoven, Ortschaft Straßham                    | Eferding         |                 | Die Bücherzelle wurde von der Dorfgemeinschaft Straßham zwischen ihrem Vereinsheim „Wasserhaus“ (dem ehemaligen Betriebsgebäude der Wassergenossenschaft) und der Haltestelle Straßham Wehrgasse der Linzer Lokalbahn (LILO) aufgestellt. | ⊙ Wehrgasse 18, 4072 Alkoven-Straßham                                            |
|              | Telefonzelle      | Alkoven, Katastralgemeinde Hartheim            | Eferding         | 2024            | Die Bücherzelle steht seit Mitte Mai 2024 im Park vor der Landesmusikschule Alkoven. | ⊙ Arkadenweg 4, 4072 Alkoven-Hartheim                                            |
|              | Telefonzelle      | Allerheiligen im Mühlkreis                     | Perg             | Apr. 2021       | Die Bücherzelle beim Zugang zum Gemeindegebäude ist ein Projekt des örtlichen Kulturausschusses und wurde von Andreas Wurm und Raphael Wasilakis gestaltet. | ⊙ Allerheiligen 2, 4320 Allerheiligen im Mühlkreis                               |
|              | Telefonzelle      | Allhaming                                      | Linz-Land        |                 | Die Bücherzelle steht bei der Pfarrkirche. | ⊙ Allhaming 1, 4511 Allhaming                                                    |
|              | Telefonzelle      | Altenberg bei Linz                             | Urfahr-Umgebung  |                 | Bücherzelle vor dem Eingang der Pfarrbibliothek | ⊙ Schulstraße 2, 4203 Altenberg bei Linz                                         |
|              | Bücherregal       | Altenfelden                                    | Rohrbach         |                 | Der „Offene Bücherschrank“ befindet sich gegenüber vom Gemeindeamt am Ende der Arkade vor der örtlichen Bibliothek | ⊙ Veldenstraße 4, 4121 Altenfelden                                               |
|              | Bücherregal       | Altschwendt                                    | Schärding        |                 | Das Offene Bücherregal steht im jederzeit zugänglichen Vorraum des Gemeindeamts neben dem WC (das obere Foto der Bildmontage zeigt das Gebäude von außen). | ⊙ Altschwendt 9/5, 4721 Altschwendt                                              |
|              | Telefonzelle      | Ampflwang im Hausruckwald                      | Vöcklabruck      | Okt. 2020       | Die Bücherzelle wurde von der Pfarrbücherei Ampflwang am Vorplatz der Raiffeisenbank aufgestellt. | ⊙ Hauptplatz 9, 4843 Ampflwang im Hausruckwald                                   |
|              | Telefonzelle      | Andorf                                         | Schärding        | Juli 2023       | Die ehemalige Telefonzelle bei der örtlichen Postfiliale wurde auf Initiative des Ausschusses für Bildung, Kultur und Erwachsenenbildung als Bücherzelle („Bücherei im Park“) im Andorfer Gemeindeamtsgarten beim Marktgemeindeamt in der ehemaligen Bösbauer-Villa aufgestellt. | ⊙ Hauptstraße 32, 4770 Andorf                                                    |
|              | Bücherregal       | Ansfelden, Ortschaft Haid                      | Linz-Land        | 2014            | Das von der Stadtbibliothek Ansfelden betreute Bücherregal befindet sich im örtlichen Erlebnisfreibad in einem überdachten Bereich links vom Eingang; zugänglich während der Öffnungszeiten (Stand Sommer 2023): 15. Mai bis 31. Mai von 10.00 bis 19.00h, vom 1. Juni bis 31. August von 09.00 bis 20.00h, vom 1. September bis Saisonende von 10.00 bis 19.00h. | ⊙ Sportallee 1, 4053 Haid                                                        |
|              | Kühlschrank       | Ansfelden, Katastralgemeinde Kremsdorf         | Linz-Land        |                 | Der Bücherkühlschrank steht bei der Bauernhofpension „Herzog zu Laah“. | ⊙ Laaher Straße 50, 4052 Ansfelden-Kremsdorf                                     |
|              | Bücherfenster     | Asten                                          | Linz-Land        |                 | Da der Bücherschrank und das Bücherfenster bei „Willis Freizeitstüberl Asten“ zunehmend als Entsorgungsstelle verwendet worden waren, wurden beide geschlossen. Mittlerweile ist das Bücherfenster wieder in Betrieb. | ⊙ Sportplatzstraße 4, 4481 Asten                                                 |
|              | Telefonzelle      | Attersee am Attersee, Ortschaft Abtsdorf       | Vöcklabruck      | 2023            | Die von Elli Hubelnig initiierte Bücherzelle steht am Spielplatz Abtsdorf. | ⊙ Abtsdorf 71, 4864 Attersee am Attersee                                         |
|              | Telefonzelle      | Arbing                                         | Perg             |                 | Die Bücherzelle befindet sich in der ehemaligen öffentlichen Telefonzelle beim örtlichen Gemeindeamt. | ⊙ Hauptstraße 39, 4341 Arbing                                                    |
|              | Telefonzelle      | Aurach am Hongar                               | Vöcklabruck      | 20. Apr. 2018   | Die Bücherzelle wurde vom Kulturausschuss der Gemeinde neben dem Kulturhaus im Ortszentrum aufgestellt. | ⊙ Aurach 11, 4861 Aurach am Hongar                                               |
|              | Telefonzelle      | Bad Goisern                                    | Gmunden          | 2014            | Der „Goiserer Bücherschrank“ stand ursprünglich am Marktplatz neben der örtlichen Volksbank (Obere Marktstraße 2) und wurde später an seinen aktuellen Standort zwischen Unimarkt und Volksschule verlegt. | ⊙ Obere Marktstraße 9, 4822 Bad Goisern am Hallstättersee                        |
|              | Telefonzelle      | Bad Goisern                                    | Gmunden          | 2014            | Der „Goiserer Bücherschrank“ steht neben „Landmaschinen Grundbichler“ beim Parkplatz in der Nähe von „Kurtis Cafe“ an der B 145 (Salzkammergutstraße). | ⊙ Bundesstraße 114, 4822 Bad Goisern am Hallstättersee                           |
|              | Telefonzellen     | Bad Ischl                                      | Gmunden          | spätestens 2016 | Die beiden roten Bücherzelle im englischen Stil (eine davon war zumindest bis August 2022 noch eine aktive Telefonzelle) stehen nach einer Sanierung seit Juni 2024 wieder auf ihrem angestammten Platz. | ⊙ Kreuzplatz 8, 4820 Bad Ischl                                                   |
|              | Telefonzelle      | Bad Zell                                       | Freistadt        | Juni 2015       | Die von der örtlichen Bücherei initiierte Bücherzelle befindet sich seit 2015 beim damals neugestalteten Kinderspielplatz in der Nähe der Brücke über den Kettenbach. | ⊙ Königswiesener Straße (Höhe Kurhausstraße), 4283 Bad Zell                      |
|              | Telefonzelle      | Braunau am Inn                                 | Braunau am Inn   | 18. Nov. 2014   | Die Bücherzelle wurde in Kooperation des Techno-Z Braunau mit dem Regionalmanagement Innviertel-Hausruck beim Parkplatz des Technologiezentrums aufgestellt. | ⊙ Industriezeile 54, 5280 Braunau am Inn                                         |
|              | Telefonzelle      | Braunau am Inn, Ortsteil Laab                  | Braunau am Inn   |                 | „Monis Bücherzelle“ mit dem Motto „Gib und Nimm“ bietet Bücher und Zeitschriften aller Art. | ⊙ Cornelius-Flir-Straße 71, 5280 Braunau am Inn                                  |
|              | Bücherregal       | Braunau am Inn, Ortsteil Ranshofen             | Braunau am Inn   | Jan. 2012       | Der Offene Bücherschrank in der Klosterbäckerei Höllbacher (älteste Bäckerei Österreichs) ist eine Initiative von Barbara Kenedi und Gundi Höllbacher; zugänglich während der Öffnungszeiten (Stand Dezember 2022): Montag, Dienstag, Donnerstag und Freitag 05.30 bis 12.30h und von 14.30 bis 17.30h, Mittwoch 05.30 bis 12.30h sowie Samstag 05.30 bis 11.30h. | ⊙ Wertheimerplatz 7, 5282 Ranshofen                                              |
|              | Holzhütte         | Buchkirchen                                    | Wels-Land        | Sep. 2021       | Die zur Bücherhütte umgestaltete Gartenhütte befindet sich beim Parkplatz bei der sozialen Einrichtung „Betreubares Wohnen“. | ⊙ Bäckergasse 1, 4611 Buchkirchen                                                |
|              | Telefonzelle      | Burgkirchen                                    | Braunau am Inn   |                 | Die Bücherzelle („Offene Bücherbox“) steht zumindest seit Mai 2015 gegenüber vom Gemeindeamt neben der Raiffeisenbank Mattigtal bei der Bushaltestelle „Burgkirchen/M. Gemeindeamt“. | ⊙ Kirchenplatz 3, 5274 Burgkirchen                                               |
|              | Bücherfenster     | Dietach                                        | Steyr-Land       |                 | Das Bücherfenster befindet sich bei einer ehemaligen Elektro-Tankstelle neben einer Vitrine der Partei „Die Grünen“. | ⊙ Kirchenplatz 8, 4407 Dietach                                                   |
|              | Bücherschrank     | Ebensee am Traunsee                            | Gmunden          | 2022            | Der Bücherschrank befindet sich hinter der Pizzeria „Flamingo“ beim sogenannten TRÜFÖ-Bankerl im Pavillon im Traunpark. | ⊙ Hauptstraße 20, 4802 Ebensee                                                   |
|              | Bücherregal       | Eberstalzell                                   | Wels-Land        |                 | Das Bücherregal befindet sich neben dem Friseur „Salon HairFlair“ im selben Gebäude wie der örtliche „Nah&Frisch S Gschäft ums Eck“-Supermarkt. | ⊙ Welserstraße 16, 4653 Eberstalzell                                             |
|              | Telefonzelle      | Edt bei Lambach                                | Wels-Land        | Aug. 2022       | Die vom Kulturausschuss der Gemeinde initiierte Bücherzelle links neben dem Eingang des Nahversorger-Geschäfts „Nah&Frisch Höftberger“ stand vorher als aktive Telefonzelle vor dem Gemeindeamt. | ⊙ Gemeindeplatz 1a, 4650 Edt bei Lambach                                         |
|              | Bücherschrank     | Eferding                                       | Eferding         | 26. Juni 2020   | Der von der Stadtbücherei installierte Bücherschrank befindet sich im Erdgeschoß des Amtsgebäudes; zugänglich während der Öffnungszeiten (Stand Anfang August 2024): Montag, Mittwoch, Donnerstag und Freitag von 08.00 bis 12.00h, am Dienstag von 08.00 bis 12.00h und von 14.00 bis 18.00h. | ⊙ Stadtplatz 31, 4070 Eferding                                                   |
|              | Telefonzelle      | Eggelsberg                                     | Braunau am Inn   | 2016            | Die vom Verein „ZeitBank für Alt und Jung“ initiierte beleuchtete Bücherzelle („Bücher-Ecke“) steht bei der Volksschule. | ⊙ Marktplatz 15, 5142 Eggelsberg                                                 |
|              | Bücherbank        | Engerwitzdorf, Ortschaft Mittertreffling       | Urfahr-Umgebung  | Juni 2025       | Die von Daniel Stoiber angefertigte „Bücher-Tausch-Bank“ (eine aufklappbare Sitzfläche, unter der sich zwei Bücherkisten befinden) bei der Volksschule Mittertreffling wurde vom Elternverein aufgestellt und ist nur für Kinderbücher gedacht. | ⊙ Johann-Wöckinger-Straße 9, 4209 Engerwitzdorf-Mittertreffling                  |
|              | Bücherregal       | Engerwitzdorf, Ortschaft Schweinbach           | Urfahr-Umgebung  |                 | Das Offene Bücherregal „Wander-Bücher-Insel“ befindet sich in der Bankstelle Engerwitzdorf der „Raiffeisenbank Region Gallneukirchen“; zugänglich während der Öffnungszeiten (Stand September 2024): Montag und Mittwoch von 08.30 bis 12.00h sowie freitags von 08.30 bis 14.00h. | ⊙ Leopold-Schöffl-Platz 3, 4209 Engerwitzdorf-Schweinbach                        |
|              | Telefonzelle      | Enns                                           | Linz-Land        | Mai 2016        | Die Bücherzelle („BÜCHER-TURM-EINS“) des Ennser Büchereiteams im „Erlebnisbad Enns“ wurde vom Studenten der Kunstuni Linz Georg Schuchlenz bemalt; zugänglich in den Sommermonaten während der Öffnungszeiten (Stand Ende Juli 2023): Montag bis Freitag von 10.00 - 19.00h (zwischen 1. Juli und 31. August bis 20.00h), Samstag, Sonn- und Feiertag von 09.00 bis 19.00h (zwischen 1. Juli und 31. August bis 20.00h). | ⊙ Fördermayerstraße 4, 4470 Enns                                                 |
|              | Regal             | Enns                                           | Linz-Land        | 2021            | „Buchtauschbörse“ (Bücherbrett) zwischen einer Sitzbank und einem Heißgetränkeautomaten im Durchgang (Torbogen) des Primingerhauses | ⊙ Linzer Straße 4, 4470 Enns                                                     |
|              | Telefonzelle      | Feldkirchen an der Donau                       | Urfahr-Umgebung  | 2022            | Die im Juni 2022 von der heimischen Künstlerin Sarah Zauner und ihren Kolleginnen Magdalena Gollner und Valerie Moschner in den Farben des Feldkirchner Gemeindewappens bemalte Bücherzelle steht vor dem Geschäft und PostPartner Ortner beim Marktgemeindeamt. | ⊙ Hauptstraße 1, 4101 Feldkirchen an der Donau                                   |
|              | Bücherregal       | Feldkirchen an der Donau, Ortschaft Lacken     | Urfahr-Umgebung  |                 | Das Offene Bücherregal befindet sich in der Bankstelle Lacken der Raiffeisenbank Feldkirchen-Goldwörth. | ⊙ Lacken 5, 4101 Feldkirchen-Lacken                                              |
|              | Bücherregale      | Fraham                                         | Eferding         |                 | Die Bildmontage zeigt die Offenen Bücherregale in der abgesperrten „Tauschbücherei“ (ein ganzer Raum, Schlüssel ist bei den Bediensteten erhältlich) im Untergeschoß des Amtsgebäudes, welches zu den Parteienverkehrszeiten zugänglich ist: Montag bis Freitag von 08.00 bis 12.00h sowie am Dienstag zusätzlich von 14.00 bis 18:00h (Stand November 2024). | ⊙ Planbachstraße 2, 4070 Fraham                                                  |
|              | Telefonzelle      | Frankenmarkt                                   | Vöcklabruck      |                 | Die vom Team der Bücherei der Pfarre Frankenmarkt betreute Bücherzelle steht vor dem örtlichen Pfarrheim. | ⊙ Hauptstraße 33, 4890 Frankenmarkt                                              |
|              | Bücherregal       | Frankenmarkt                                   | Vöcklabruck      |                 | Das von der Bücherei der örtlichen Pfarre betreute Offene Bücherregal steht im neuen Frankenmarkter Gemeindeamt gegenüber der Toilette im Foyer beim Nebeneingang vom Gerichts-Weg und wurde mit Büchern aus der 2018 aufgestellten und mittlerweile wieder entfernten Bücherzelle beim alten Gemeindeamt bestückt; zugänglich während der Öffnungszeiten (Stand Dezember 2022): Montag, Mittwoch und Freitag 08.00 bis 12.00h, Dienstag 08.00 bis 12.00 Uhr und 14.00 bis 18.00 Uhr, Donnerstag 08.00 bis 12.00 Uhr und 14.00 bis 17.00 Uhr. | ⊙ Hauptstraße 85, 4890 Frankenmarkt                                              |
|              | Telefonzelle      | Freinberg                                      | Schärding        | 9. Juni 2024    | Die von der Pfadfindergruppe Sauwald gestaltete und von der örtlichen Bücherei betreute Bücherzelle („Freinberger Bücherbox“) steht beim öffentlichen Spielplatz am Schulhof der Volksschule Freinberg. | ⊙ Freinberg 21, 4785 Freinberg                                                   |
|              | Telefonzelle      | Freistadt                                      | Freistadt        | 2016            | Die Bücherzelle neben einer sich noch in Betrieb befindlichen Telefonzelle beim Brautmoden-Geschäft „Happy End lich“ wurde von OTELO (Offenes Technologielabor) Freistadt initiiert und wird in Kooperation mit dem „Kost-nix-Laden“ in der Eisengasse betreut. | ⊙ Hauptplatz 2, 4240 Freistadt                                                   |
|              | Bücherbox         | Gallneukirchen                                 | Urfahr-Umgebung  | 30. Juni 2017   | Die rote Box („Lesefutter“ – ein Projekt der Neuen Mittelschule 2) ist eine von insgesamt vier am NaturKulturWeg, der vom Jägerpark zu den Ruhezonen am Ludwig Schwarz-Weg führt. | ⊙ zwischen Franz-Jäger Zeile 1 und Ludwig-Schwarz-Weg, 4210 Gallneukirchen       |
|              | Bücherbox         | Gallneukirchen                                 | Urfahr-Umgebung  | 30. Juni 2017   | Die rote Box („Lesefutter“ – ein Projekt der Neuen Mittelschule 2)) neben einer Sitzbank ist eine von insgesamt vier beim NaturKulturWeg, der vom Jägerpark zu den Ruhezonen am Ludwig Schwarz-Weg führt. | ⊙ Ecke Ludwig-Schwarz-Weg/NaturKulturWeg, 4210 Gallneukirchen                    |
|              | Bücherschrank     | Gallspach                                      | Grieskirchen     | ca. 2024        | Der vom örtlichen Umwelt- und Integrationsausschuss initiierte „Gallspacher Bücherschrank“ steht hinter dem Einkaufswagenabstellplatz beim Supermarkt „SPAR Lehfellner“. | ⊙ Salzburgerstraße 2, 4713 Gallspach                                             |
|              | Bücherregal       | Garsten                                        | Steyr-Land       |                 | Die Glasvitrine befindet sich neben der St. Berthold Apotheke & Drogerie. | ⊙ Sankt-Berthold-Allee 23, 4451 Garsten                                          |
|              | Bücherregal       | Gmunden                                        | Gmunden          | spätestens 2016 | Das Offene Bücherregal steht direkt bei der Schiffsanlegestelle Weyer am Traunsee. | ⊙ Traunsteinstraße 20, 4810 Gmunden                                              |
|              | Telefonzelle      | Goldwörth                                      | Urfahr-Umgebung  | 2012            | Bei der seit Sommer 2012 bestehenden Bücherzelle „Bibliothek am See“ (bzw. Seebibliothek) am Ufer des Goldwörthersees handelt es sich eine umgebaute Telefonzelle, welche in den Weihnachtsferien 2014/2015 zerstört worden war und danach durch eine andere ersetzt wurde. | ⊙ Dürrau, 4102 Goldwörth                                                         |
|              | Telefonzelle      | Gosau                                          | Gmunden          | Aug. 2014       | Diese „Gosauer Bücherzelle“ steht gegenüber vom Gemeindeamt. | ⊙ Vordertalstraße 11, 4824 Gosau                                                 |
|              | Telefonzelle      | Gosau                                          | Gmunden          | Aug. 2014       | Diese „Gosauer Bücherzelle“ steht beim Friedhofparkplatz. | ⊙ gegenüber von Kirchenstraße 14, 4824 Gosau                                     |
|              | Telefonzelle      | Gramastetten                                   | Urfahr-Umgebung  | 2020            | Die Bücherzelle der örtlichen Bibliothek („Bibliogram“) steht in der Nähe des Buffets im Rodlbad. | ⊙ Kirchleiten 25-13, 4201 Gramastetten                                           |
|              | Telefonzelle      | Grein                                          | Perg             |                 | Die im Rahmen des Projektes „LE 14-20. Entwicklung für den Ländlichen Raum“ (Maßnahme 19, LEADER Region Perg-Strudengau) vom Land Oberösterreich, dem Landwirtschaftsministerium und der EU geförderte Bücherzelle im englischen Design befindet sich vor dem Stadtkino Grein | ⊙ Kreuznerstraße 2, 4360 Grein                                                   |
|              | Telefonzelle      | Grünau im Almtal                               | Gmunden          | 2016            | Die auf Initiative der Bücherei Grünau aufgestellte Bücherzelle „Buchgenuss am Fluss“ befindet sich im Bereich des Spiel- und Skaterplatzes direkt am Almuferweg beim Zusammenfluss von Grünaubach und Alm. | ⊙ in der Nähe von Landstraße 1, 4645 Grünau im Almtal                            |
|              | Telefonzelle      | Gschwandt                                      | Gmunden          | Nov. 2023       | Die von der örtlichen Bücherei betreute Bücherzelle mit dem Motto „Gschwandt liest“ steht am Ortsplatz in der Nähe der Pfarrkirche hl. Katharina. | ⊙ Laakirchner Straße 1, 4816 Gschwandt                                           |
|              | Telefonzelle      | Haibach im Mühlkreis                           | Urfahr-Umgebung  | Juli 2016       | Die von örtlichen Schulkindern bemalte „Haibacher Bücherbox“ wurde vom Verein „Dorfentwicklung Haibach im Mühlkreis“ initiiert und bei der Altstoffsammelstelle neben dem „Mitfahrbankerl“ aufgestellt. | ⊙ Renning 2, 4204 Haibach im Mühlkreis                                           |
|              | Bücherregal       | Haibach im Mühlkreis                           | Urfahr-Umgebung  | 2020            | Die „Baumgartner Bücherbox“ befindet sich im Postautowartehaus. | ⊙ Baumgarten 7B, 4204 Haibach im Mühlkreis                                       |
|              | Telefonzelle      | Haibach im Mühlkreis                           | Urfahr-Umgebung  | 2020            | Die Bücherzelle wurde als dritte in Haibach neben der Gusental-Landesstraße bei der Auffahrt zum Sonnenhang neben dem alten Stadel in der Siedlung Affenberg aufgestellt. | ⊙ Kreuzung Reichenauerstraße/Affenberg (Nähe Nr. 129), 4204 Haibach im Mühlkreis |
|              | Holzhäuschen      | Hallstatt                                      | Gmunden          |                 | Die „Bücherbox“ befindet sich bei der Badeinsel am Hallstätter See in der Nähe der Fachschule für Streich- und Saiteninstrumentenerzeugung der HTBLA Hallstatt. | ⊙ Ecke Seelände 54/Aufsatzweg, 4830 Hallstatt                                    |
|              | Bücherregale      | Hartkirchen                                    | Eferding         | ca. 2022        | Die Bildmontage zeigt die Offenen Bücherregale hinter der Schiebetüre im Eingangsbereich der Räumlichkeiten des gemeinnützigen Kultur- und Sozialvereins „Hartrium“ (in einem ehemaligen Billa-Supermarkt); zugänglich während der Öffnungszeiten (Stand Anfang August 2024): täglich von 06.00 bis 20.00h. | ⊙ Kirchenplatz 3, 4081 Hartkirchen                                               |
|              | Bücherschrank     | Hinzenbach                                     | Eferding         |                 | Der Offene Bücherschrank („Buchstation“) befindet sich im Wartehäuschen der Bushaltestelle „Seebach bei Eferding“. | ⊙ gegenüber von Seebach 21, 4070 Hinzenbach                                      |
|              | Telefonzelle      | Hirschbach im Mühlkreis                        | Freistadt        |                 | Die Bücherzelle befindet sich bei der Bankstelle Hirschbach der „Raiffeisenbank Region Freistadt“. | ⊙ Hirschbach 11, 4242 Hirschbach im Mühlkreis                                    |
|              | Bücherschrank     | Hofkirchen an der Trattnach                    | Grieskirchen     | 9. Mai 2018     | Der im Jahr 2017 als Praxisprojekt in der Berufsschule Wels von Metallbautechnikerlehrlingen der 4. Klasse Fahrzeugbau realisierte Bücherschrank steht am Vorplatz der örtlichen Raiffeisenbank. | ⊙ Hauptstraße 23, 4716 Hofkirchen an der Trattnach                               |
|              | Bücherhaus        | Hohenzell, Ortschaft Ficht                     | Ried im Innkreis | 2020            | Die „Buchtausch-Hütte“ aus Holz wurde von Mitgliedern des Buchclubs „Die LESAREI“ aufgestellt. | ⊙ Ficht 12, 4921 Hohenzell                                                       |
|              | Bücherfenster     | Hörbich                                        | Rohrbach         |                 | Das Bücherfenster befindet sich beim Stiegenaufgang des Gemeindesaales. | ⊙ Hörbich 31, 4152 Hörbich                                                       |
|              | Telefonzelle      | Hörsching                                      | Linz-Land        | Sommer 2016     | „Bücherdorf“, aufgestellt beim EUROSPAR Peter Mayrhuber auf Initiative von Fritz Kobelhirt von der SPÖ Hörsching | ⊙ Humerstrasse 16, 4063 Hörsching                                                |
|              | Telefonzelle      | Innerschwand am Mondsee                        | Vöcklabruck      |                 | Die Bücherzelle („Büchertauschbox“) steht gegenüber der Volksschule Loibichl. | ⊙ Loibichl 9, 5311 Innerschwand am Mondsee                                       |
|              | Telefonzelle      | Inzersdorf im Kremstal                         | Kirchdorf        | 20. März 2016   | Die am Palmsonntag des Jahres 2016 eröffnete „Inzersdorfer Bücherzelle“ am Ortsplatz gegenüber der Raiffeisenbank ist ein Projekt der ÖVP-Frauenbewegung Inzersdorf, der öffentlichen Bücherei der Gemeinde und der Kaplanei Inzersdorf. | ⊙ Kirchenplatz, 4565 Inzersdorf im Kremstal                                      |
|              | Telefonzelle      | Katsdorf                                       | Perg             |                 | Die Bücherzelle der Öffentlichen Bibliothek der Pfarre Katsdorf steht bei der Pfarrkirche. | ⊙ Kirchenplatz 2, 4223 Katsdorf                                                  |
|              | Telefonzelle      | Kirchberg ob der Donau                         | Rohrbach         | Okt. 2018       | Die Telefonzelle stand ursprünglich in Aigen-Schlägl beim dortigen Stift und bekam im Rahmen eines LEADER-Projekts der Region Donau-Böhmerwald eine neue Funktion als „Bücher-Schenke“ in der Exlau (gehört politisch zur Gemeinde Kirchberg ob der Donau) am R1-Donauradweg im Mühlviertel. | ⊙ Point 3, 4114 Neuhaus                                                          |
|              | Bücherregal       | Kirchdorf an der Krems                         | Kirchdorf        | 4. Mai 2020     | Das Offene Medien-Regal für Bücher, CDs und DVDs beim Eingang der Volksschule 2 ist ein Projekt der „Unabhängigen Alternative Kirchdorf (DU A)“. | ⊙ Adalbert-Stifter-Straße 4, 4560 Kirchdorf an der Krems                         |
|              | Telefonzelle      | Kirchham                                       | Gmunden          | Feb. 2021       | Die „Büchertankstelle“ am Gemeindevorplatz vor dem Gemeindeamt wird vom Büchereiteam betreut. | ⊙ Kirchham 32, 4656 Kirchham                                                     |
|              | Telefonzelle      | Kleinzell im Mühlkreis                         | Rohrbach         | 2015            | Die auf Initiative von Susi Reitetschläger zur Bücherzelle umfunktionierte Telefonzelle befindet sich in einer Nische neben einer Wand mit dem Gemeindewappen und den Namen der diversen der Ortschaften der Gemeinde beim Zugang zum Pfarrgarten in der Nähe vom Ortsplatz. | ⊙ Kleinzell im Mühlkreis 19, 4115 Kleinzell im Mühlkreis                         |
|              | Telefonzelle      | Kopfing im Innkreis                            | Schärding        | 30. Juli 2024   | Die von Schülerinnen und Lehrerinnen der örtlichen Mittelschule im Zuge der Projekttage gestaltete Bücherzelle („Bücher Dschungel“ bzw. „Der 24/7 Bücher Tauschmarkt“) war ein gemeinsames Vorhaben der Mittelschule, der Gemeinde und der Öffentlichen Bücherei Kopfing auf Initiative von Vizebürgermeisterin Brigitte Jell (ÖVP) und wurde am 2. August 2024 am Ortsplatz oberhalb der Katholischen Pfarrkirche Hll. Johannes der Täufer und Johannes Evangelist bzw. gegenüber vom Kulturhaus Kopfing offiziell eröffnet. | ⊙ gegenüber von Hauptstraße 5, 4794 Kopfing im Innkreis                          |
|              | Bücherregal       | Kremsmünster                                   | Kirchdorf        |                 | Die von der Pfarrbücherei im Stift Kremsmünster initiierte „Bücherei“ befindet sich im örtlichen Freibad rechts vom Eingang bei den Garderobenkästchen; zugänglich während der Öffnungszeiten (Stand Sommer 2022): Montag bis Sonntag 09.00-19.30h. | ⊙ Dr.-Watzenböck-Gasse 1, 4550 Kremsmünster                                      |
|              | Telefonzelle      | Krenglbach                                     | Wels-Land        | 2021            | Die Bücherzelle steht am sogenannten Ortsplatz hinter dem Gemeindeamt. | ⊙ Krenglbacher Straße 7, 4631 Krenglbach                                         |
|              | Bücherregal       | Lambach                                        | Wels-Land        |                 | Das Offene Bücherregal steht in der Café-Konditorei „Obermair“ direkt vor dem Aufgang zu den Fremdenzimmern; zugänglich während der Öffnungszeiten (Stand März 2024): Montag und Dienstag Ruhetag, Mittwoch bis Samstag von 08.30 – 19.00h, Sonn- und Feiertage von 09.00 bis 19.00h | ⊙ Salzburger Straße 2, 4650 Lambach                                              |
|              | Telefonzelle      | Langenstein                                    | Perg             | Sep. 2024       | Die Bücherzelle vor dem Gemeindeamt wurde vom Sozialausschuss der Gemeinde initiiert. | ⊙ Hauptstraße 98, 4222 Langenstein                                               |
|              | Holzhäuschen      | Lembach im Mühlkreis                           | Rohrbach         | 2. Sep. 2020    | Das von Jungscharkindern bemalte Bücherhaus auf dem öffentlichen Spielplatz der Marktgemeinde direkt neben der Technisch-Naturwissenschaftliche Mittelschule (TNMS) Lembach ist ein Projekt im Rahmen der Ausbildung zur ehrenamtlichen Bibliothekarin der neuen Büchereileiterin Elfriede Ortner. | ⊙ Schulstraße 1, 4132 Lembach im Mühlkreis                                       |
|              | Telefonzelle      | Leonding                                       | Linz-Land        | 2018            | Die Bücherzelle mit dem Namen „Ruki-Booki“ ist eine Initiative des Ruflinger Kunst- und Kulturvereins Rukuku und steht neben dem Seelsorgezentrum „Dorfstadl“, hinter der Bushaltestelle Rufling der Linie 17 der Linz Linien. | ⊙ Ruflinger Straße 201, 4060 Leonding                                            |
|              | Bücherfenster     | Leonding                                       | Linz-Land        |                 | Das Bücherfenster befindet sich im Stadtteil Bergham. | ⊙ gegenüber von Schafferstraße 48b, 4060 Leonding                                |
|              | Bücherschrank     | Leonding                                       | Linz-Land        |                 | Der Bücherschrank wird als „Kleine Garten-Bibliothek Leonding“ bezeichnet. | ⊙ Helmhartweg 8, 4060 Leonding                                                   |
|              | Bücherregal       | Leonding                                       | Linz-Land        |                 | Das Bücherregal befindet sich in der Leondinger Filiale der Bäckereikette Fenzl (ehemaliges Backstüberl); zugänglich während der Öffnungszeiten (Stand März 2024): Montag bis Freitag 06.00 bis 18.00h, Samstag 06.00 bis 12.00h | ⊙ Stadtplatz 5, 4060 Leonding                                                    |
|              | Bücherregal       | Leonding, Stadtteil Hart                       | Linz-Land        |                 | Das Offene Bücherregal („Büchertauschzentrale“) für Bücher, CDs und DVDs befindet sich im Eingangsbereich zum Pfarrsaal der Pfarrgemeinde Leonding-Hart-St. Johannes neben der Tür zum WC. | ⊙ Harterfeldstraße 2A, 4060 Leonding                                             |
|              | Bücherschrank     | Lichtenberg                                    | Urfahr-Umgebung  | 2023            | Das von Gemeinde und Bibliothek gemeinsam aufgestellte Offene Bücherregal (der sogenannte „Bücherwagen“) steht im Erdgeschoß im Foyer vor der Bibliothek im Gemeindezentrum Lichtenberg; zugänglich während der Öffnungszeiten aufgrund der Raiffeisenbank mit Selbstbedienungsautomaten im Haus (Stand Anfang Juli 2024): täglich von 05.00 bis 24.00h | ⊙ Am Ortsplatz 1, 4040 Lichtenberg                                               |
|              | Bücherschrank     | Linz                                           | Linz             | 1. Juni 2012    | Die von Dominique Hölzl, Dieter Decker, Dietmar Tollerian und der Fa. Heindl Metalltechnik realisierte „The Open Bookbox“ auf dem afo (architekturforum oberösterreich)-Vorplatz im Linzer Altstadtviertel wurde erstmals 2012 aufgestellt und musste aufgrund einer auslaufenden Genehmigung ein Jahr später vorübergehend wieder abgebaut werden. | ⊙ Herbert-Bayer-Platz 1, 4020 Linz                                               |
|              | Bücherschrank     | Linz                                           | Linz             |                 | Der Offene Bücherschrank beim Kulturzentrum KAPU am Harald-Renner-Platz 1 im Linzer Stadtteil Froschberg wurde im Sommer 2023 aufgrund seines schlechten Zustandes entfernt und später durch einen neuen Bücherspind mit der Aufschrift „Books“ ersetzt. | ⊙ Kapuzinerstraße 36, 4020 Linz                                                  |
|              | Büchertisch       | Linz                                           | Linz             |                 | Der seit mindestens 2013 existierende Büchertisch mit Bookcrossing-Zone (OBCZ) befindet sich im Kaplanhof-Viertel im Linzer Freibad „Fitnessoase Parkbad“ rechts vom Eingang an der Wand des Kassagebäudes; zugänglich während der Öffnungszeiten (für den Sommer, Stand September 2022): Montag bis Donnerstag 09.00–21.00h, Freitag 10.00-22.00h, Samstag 09.00-22.00h sowie Sonntag 09.00-20.00h. Wenn nur das Hallenbad in Betrieb ist, steht der Tisch im Vorraum zur Sauna. | ⊙ Untere Donaulände 11, 4020 Linz                                                |
|              | Bücherregal       | Linz                                           | Linz             | 2009            | Das Offene Bücherregal mit Bookcrossing-Zone befindet sich seit ca. 2009 im Teehaus neben dem Teeladen „CHAY - Die Welt des Tees“ im Arkadenhinterhof bzw. Durchhaus vom Bürgerhaus (auch Konditor-Haus genannt); zugänglich während der Öffnungszeiten (Stand Ende April 2025): Montag und Dienstag geschlossen, Mittwoch bis Freitag von 09.30 bis 18.00h sowie samstags von 09.30 bis 13.00h (im Dezember von 09.30 bis 16.00h). | ⊙ Hauptplatz 15/16, 4020 Linz                                                    |
|              | Bücherregal       | Linz                                           | Linz             |                 | Das Regal (Offizielle Bookcrossing Zone/OBCZ) befindet sich in der unteren Etage des Cafe Meier, zugänglich während der Öffnungszeiten (Stand Mai 2022): Montag bis Samstag 8–24h, Sonn- und Feiertag 9–24h. | ⊙ Pfarrplatz 7, 4020 Linz                                                        |
|              | Bücherregal       | Linz                                           | Linz             |                 | Das Regal (Offizielle Bookcrossing Zone/OBCZ) im Cafè Gerberei gibt es seit mindestens 2015; zugänglich während der Öffnungszeiten (Stand Ende April 2025): Mittwoch bis Samstag von 12.00 bis 19.00h und am Sonntag von 12.30 bis 17.00h, feiertags sowie Montag und Dienstag geschlossen. | ⊙ Pfarrplatz 10a, 4020 Linz                                                      |
|              | Bücherkiste       | Linz                                           | Linz             |                 | Die „Gib und nimm Kiste“ steht in der Linzer Innenstadt vor dem Fachgeschäft „papiertiger“, allerdings anscheinend nur zu den Öffnungszeiten (Stand Ende Oktober 2022: Montag bis Freitag 10.00-18.00h, Samstag 10.00-12.30h) bzw. bei trockenem Wetter. | ⊙ Pfarrplatz 17, 4020 Linz                                                       |
|              | Bücherschrank     | Linz                                           | Linz             |                 | Der Offene Bücherschrank befindet sich im 1. Obergeschoß vom Linzer Unfallkrankenhaus (UKH) im Stadtviertel Kaplanhof. | ⊙ Garnisonstraße 7, 4020 Linz                                                    |
|              | Telefonzelle      | Linz                                           | Linz             |                 | Die Bücherzelle steht beim Gemeinschaftsgarten vor dem bfi, BBRZ, FAB. | ⊙ Muldenstraße 5, 4020 Linz                                                      |
|              | Bücherregal       | Linz                                           | Linz             |                 | Das Offene Bücherregal (hauptsächlich mit Lehrbüchern) steht ungefähr 50 m nach dem Kundenservice auf der linken Seite im Wirtschaftsförderungsinstitut (WIFI) Oberösterreich im Stadtteil Spallerhof; zugänglich während der Öffnungszeiten (Stand Oktober 2023): Montag bis Donnerstag 07.30 bis 18.30h, Freitag 07.30 bis 18.00h sowie Samstag 07.00 bis 09.30h. | ⊙ Wiener Straße 150, 4021 Linz                                                   |
|              | Telefonzelle      | Linz                                           | Linz             | 2022            | Die Bücherzelle im Park der Wohnsiedlung „Grüne Mitte“ im Linzer Stadtteil Bulgariplatz entstand durch Kooperation zwischen dem Stadtteilzentrum Franckviertel und der Gemeinnützigen Wohnungsgesellschaft der Stadt Linz (GWG). | ⊙ Edeltraud-Hofer-Straße, 4020 Linz                                              |
|              | Bücherschrank     | Linz                                           | Linz             | 2017            | Der Offene Bücherschrank steht im Foyer des Familienzentrums „kidsmix“ in der Nähe vom Bulgariplatz; zugänglich während der Öffnungszeiten (Stand Juni 2022): Montag bis Donnerstag 07.00 – 17.00h und Freitag 07.00 – 15.00h. | ⊙ Zaunmüllerstraße 4, 4020 Linz                                                  |
|              | Bücherregal       | Linz                                           | Linz             |                 | Offenes Bücherregal mit Bookcrossing-Zone in der Bibliothek der Privaten Pädagogischen Hochschule der Diözese Linz im Linzer Stadtteil Froschberg; zugänglich während der Öffnungszeiten (Stand Februar 2024): Montag bis Freitag 07.30 - 17.00h. | ⊙ Salesianumweg 3, 4020 Linz                                                     |
|              | Kühlschrank       | Linz                                           | Linz             |                 | Der Bücherschrank im Zaubertal im Linzer Stadtteil Froschberg wurde vom Arbeitskreis Nachhaltigkeit (AKN) der Pfarre St. Margarethen/Zaubertal realisiert. | ⊙ Edelweißberg 38, 4020 Linz                                                     |
|              | Telefonzelle      | Linz                                           | Linz             |                 | Bücherzelle vor dem Gebäude der Katholischen Hochschulgemeinde (KHG) Linz | ⊙ Mengerstraße 23, 4040 Linz-Urfahr                                              |
|              | Bücherregal       | Linz                                           | Linz             |                 | Das Offene Bücherregal befindet sich im Buffetraum des römisch-katholischen Pfarramts Gründberg bei der Pfarrkirche Urfahr-St. Markus; zugänglich während der Bürozeiten (Stand Jänner 2023): Dienstag bis Donnerstag 09.00-11.30h sowie Freitag von 15.30 bis 17.00h. | ⊙ Gründbergstraße 2, 4040 Linz-Urfahr                                            |
|              | Bücherregal       | Linz                                           | Linz             |                 | Das Offene Bücherregal befindet sich im Eingangsbereich der römisch-katholischen Pfarrkirche Hl. Geist | ⊙ Schumpeterstraße 3, 4040 Linz-Urfahr                                           |
|              | Kühlschrank       | Linz                                           | Linz             | 2011            | „The Book-Fridge“ steht vor dem Café Strom (Stadtwerkstatt). | ⊙ Kirchengasse 4, 4040 Linz-Urfahr                                               |
|              | Bücherschrank     | Linz                                           | Linz             |                 | Der Schrank wurde aufgrund seines schlechten Zustands im Jahr 2024 gegen einen neuen ausgetauscht. | ⊙ Leonfeldner Straße 276b, 4040 Linz-Urfahr                                      |
|              | Bücherkasten      | Linz                                           | Linz             |                 | Der Offene Bücherkasten in blau-orange steht bei einem Baum. | ⊙ Spazenhofstraße 17D, 4040 Linz-Urfahr                                          |
|              | Bücherregal       | Linz                                           | Linz             |                 | Das Offene Bücherregal steht im Durchgang zwischen Pfarre und Pfarrheim St. Leopold und ist nur mehr tagsüber zugänglich, da der Innenhof abends bzw. nachts mit einer Schiebetür verschlossen wird. | ⊙ Landgutstraße 31b, 4040 Linz-Urfahr                                            |
|              | Bücherregale      | Linz                                           | Linz             |                 | Im ELIA-Begegnung-und-Seelsorgezentrum der Pfarre Linz-Solarcity | ⊙ Pegasusweg 1–3, 4030 Linz-Pichling                                             |
|              | Bücherschrank     | Linz                                           | Linz             |                 | Das „Bücher-Kastl“ steht auf einer Wiese neben einer Pferdeweide. | ⊙ Traundorfer Straße 252, 4030 Linz-Pichling                                     |
|              | Bücherregal       | Linz                                           | Linz             |                 | Die „Bücher-Ecke“ befindet sich beim Tischfußballtisch im Bereich der Eltern-Mutterberatung im Familienzentrum (FamiZ) Pichling; zugänglich während der Öffnungszeiten (Stand November 2023): Dienstag von 08.30 bis 12.00h und von 13.30 bis 17.30h sowie donnerstags 08.30 - 12.00h. | ⊙ Heliosallee 84, 4030 Linz-Pichling                                             |
|              | Bücherregal       | Linz                                           | Linz             |                 | Das Offene Bücherregal befindet sich im Wintergarten der Pfarre St. Paul zu Pichling und ist täglich zwischen 08.45 und 18.30h zugänglich. | ⊙ Biberweg 30, 4030 Linz-Pichling                                                |
|              | Bücherregal       | Linz                                           | Linz             | 2020            | Das Offene Bücherregal („Offene Bibliothek“) im Unpackbar Laden ist zugänglich während der Öffnungszeiten (Stand September 2023): montags geschlossen, Dienstag bis Freitag von 09.00 bis 13.00h und 14.00 bis 18.00 sowie Samstag von 09.00 bis 13.00h. | ⊙ Harrachstraße 46, 4020 Linz                                                    |
|              | Bücherregal       | Linz                                           | Linz             | 2. Sep. 2010    | Standort des „BookCrossing Regal der Stadtbibliothek Linz“ ist im Foyer des Wissensturms (Hochhaus im Volksgartenviertel); zugänglich während der Öffnungszeiten (Stand Dezember 2024): Montag bis Freitag von 08.00 bis 18.00h und samstags von 10.00 bis 15.00h. | ⊙ Kärntnerstraße 26, 4020 Linz                                                   |
|              | Telefonzelle      | Luftenberg an der Donau                        | Perg             |                 | Die Bücherzelle steht beim Marktgemeindeamt Luftenberg im Hauptort Statzing. | ⊙ Europaweg 1, 4225 Luftenberg                                                   |
|              | Telefonzelle      | Mauthausen                                     | Perg             |                 | Die „SpieLese-Zelle“ befindet sich direkt neben dem Marktbrunnen. | ⊙ Marktplatz 12, 4310 Mauthausen                                                 |
|              | Telefonzelle      | Mauthausen                                     | Perg             |                 | Die „SpieLese-Zelle“ befindet sich im örtlichen Freibad und ist im Sommer während der Öffnungszeiten zugänglich: Mai, Juni und September: Montag bis Freitag 10.00 – 19.00h, Samstag, Sonn- und Feiertag 09.00 - 19.00 Uhr sowie in den Monaten Juli und August Montag bis Sonntag 09.00 - 19.30h (Stand Sommer 2023). | ⊙ Josef-Czerwenka-Straße 1, 4310 Mauthausen                                      |
|              | Telefonzelle      | Mining                                         | Braunau am Inn   | 2016            | Die Idee zur Bücherzelle hinter dem Gemeindeamt kam bei einem Arbeitskreis-Treffen der „familienfreundlichengemeinde“ auf. | ⊙ Hofmark 19, 4962 Mining                                                        |
|              | Telefonzelle      | Mitterkirchen im Machland                      | Perg             | 1. Juni 2024    | Die Bücherzelle ist eine umfunktionierte ehemalige öffentliche Telefonzelle beim örtlichen Marktgemeindeamt. | ⊙ Mitterkirchen 50/1, 4343 Mitterkirchen im Machland                             |
|              | Telefonzelle      | Mondsee                                        | Vöcklabruck      | 2018            | Die vom lokalen Mural- und Graffiti-Künstler Markus „MAX“ Wesenauer gestaltete Bücherzelle („Büchertauschbox“) wurde auf Initiative der Fraktionsobfrau der Grünen Mondseeland Brigitta Mayr rechts vom Gemeindeamt vor dem Tor zum Schlosshof aufgestellt. | ⊙ Marktplatz 11/2, 5310 Mondsee                                                  |
|              | Telefonzelle      | Moosdorf                                       | Braunau am Inn   | 4. Sep. 2022    | Die von Kindern im Rahmen einer Aktion der Kinderfreunde gestaltete Bücherzelle steht gegenüber vom Gemeindeamt. | ⊙ Friedensplatz 2, 5141 Moosdorf                                                 |
|              | Bücherregal       | Naarn im Machlande                             | Perg             |                 | Das von der örtlichen Bücherei betreute Offene Bücherregal steht auf der Terrasse vom ehemaligen Gasthaus „Walterer“. | ⊙ Marktplatz 4, 4331 Naarn im Machlande                                          |
|              | Bücherregal       | Neuhofen an der Krems                          | Linz-Land        |                 | Das Bücherregal der Initiative „Offener Bücherschrank am Bahnhof“ befindet sich im Warteraum des örtlichen Bahnhofs der Pyhrnbahn, der Grundstock wurde vom EZA-Team Neuhofen zur Verfügung gestellt. | ⊙ Bahnhofstraße 2, 4501 Neuhofen an der Krems                                    |
|              | Bücherregal       | Neuhofen an der Krems                          | Linz-Land        |                 | Das von der Gemeindebibliothek und den örtlichen Grünen zur Verfügung gestellte Offene Bücherregal befindet sich im Foyer vom Freibad-Freizeitzentrum Neuhofen an der Krems; zugänglich bei Schönwetter während der Öffnungszeiten (Stand Sommer 2024): vom 11. Mai bis Anfang September von 09.00 bis 20.00h. | ⊙ Sportallee 60, 4501 Neuhofen an der Krems                                      |
|              | Bücherschrank     | Neuhofen im Innkreis                           | Ried im Innkreis |                 | Der Offene Bücherschrank („BÜCHERbox“) steht neben dem Stiegenaufgang zur Pfarrkirche. | ⊙ Kirchenstraße 11, 4912 Neuhofen im Innkreis                                    |
|              | Telefonzelle      | Neukirchen an der Vöckla                       | Vöcklabruck      | Juli 2024       | Die Telefonzelle direkt beim Gemeindeamt wurde im Juli 2024 im Rahmen der Ferienscheckheft-Aktion „Graffiti-Workshop“ der Bücherei zur Bücherzelle umgestaltet. | ⊙ Kirchenplatz 4, 4872 Neukirchen an der Vöckla                                  |
|              | Bücherschrank     | Neumarkt im Hausruckkreis                      | Grieskirchen     | 6. Apr. 2019    | Der Bücherschrank („Neumarkter Bücherinsel“) wurde von der Regionalgruppe „Rund um Kallham“ des Nachbarschaftshilfe-Vereins „WIR Gemeinsam“ beim „SPAR-Supermarkt Franz Mairhuber“ aufgestellt. | ⊙ Schulstraße 19, 4720 Neumarkt am Hausruck                                      |
|              | Bücherregal       | Niederwaldkirchen                              | Rohrbach         |                 | Der von der örtlichen Bibliothek betreute „Offene Bücherschrank“ steht im jederzeit zugänglichen Foyer des Marktgemeindeamts. | ⊙ Markt 22, 4174 Niederwaldkirchen                                               |
|              | Häuschen          | Nußbach                                        | Kirchdorf        |                 | Die „Buchhaltestelle“ ist in einer aufgelassenen Bushaltestelle am sogenannten Ortsplatz untergebracht. | ⊙ Ecke Dorfplatz/Postlbauerstraße, 4542 Nußbach                                  |
|              | Telefonzelle      | Nußdorf am Attersee                            | Vöcklabruck      | Juli 2019       | Die Bücherzelle („Book-to-go-Box“) steht neben einer normalen Telefonzelle in unmittelbarer Nähe des Nußdorferbaches bei der Einfahrt zum Campingplatz gegenüber vom Restaurant Toskana bzw. dem großen öffentlichen Parkplatz für das öffentliche Seebad. | ⊙ Seestraße, 4865 Nußdorf am Attersee                                            |
|              | Holzhütte         | Oberschlierbach                                | Kirchdorf        |                 | Die Bildmontage zeigt die Außen- und Innenansicht der von der Firma Holzbau Scharinger aus Pettenbach angefertigten Bücherhütte neben dem Gasthaus Großer Jäger im Zentrum von Oberschlierbach. | ⊙ Oberschlierbach 4, 4554 Oberschlierbach                                        |
|              | Bücherschrank     | Obertraun                                      | Gmunden          |                 | Der Offene Bücherschrank steht links vom Gemeindeamt auf einer Grünfläche unter einem Baum. | ⊙ Obertraun 180, 4831 Obertraun                                                  |
|              | Telefonzelle      | Oberwang                                       | Vöcklabruck      | 2021            | Die von der „Klima und Energiemodellregion Mondseeland“ (KEM) im Rahmen eines Schulprojektes initiierte und vom Mural- und Graffiti-Künstler Markus Wesenauer (MaxArtDesign) gestaltete Spiele- und Büchertauschbox steht zwischen der örtlichen Volksschule und der Pfarrkirche. | ⊙ Oberwang 144, 4882 Oberwang                                                    |
|              | Bücherregale      | Offenhausen                                    | Wels-Land        |                 | Die Offenen Bücherregale mit dem Motto „Bücher to take away“ im jederzeit zugänglichen Gebäude der alten Tabaktrafik R. Wiggenhauser in der Nähe der Pfarrkirche St. Stephanus wurden von der öffentlichen Pfarrbücherei Offenhausen initiiert. Die Bildmontage zeigt eine Außen- und Innenansicht. | ⊙ Marktplatz 5, 4625 Offenhausen                                                 |
|              | Kühlschrank       | Ohlsdorf                                       | Gmunden          | 30. Apr. 2024   | Der auch mit einem „Ohlsdorfer Stoaroasnest“ zum Hinterlegen von bunt bemalten Steinen ausgestattete Bücherkühlschrank ist eine im Rahmen des Sozial-, Kultur- und Integrationsausschusses im Februar 2022 vorgebrachte Idee der örtlichen Grünen und steht rechts vom Eingang zum Gemeindeamt. | ⊙ Hauptstraße 20, 4694 Ohlsdorf                                                  |
|              | Telefonzelle      | Ostermiething                                  | Braunau am Inn   | 2017            | Die vom Verein „L(i)ebenswertes Ostermiething (DOSTE)“ initiierte Bücherzelle steht am Parkplatz des Kulturzentrums der Marktgemeinde Ostermiething (KultOs). | ⊙ in der Nähe von Pfarrweg 5 (Römisch-Katholisches Pfarramt), 5121 Ostermiething |
|              | Telefonzelle      | Ottenschlag im Mühlkreis                       | Urfahr-Umgebung  |                 | Bücherzelle beim Landschaftsteich Ottenschlag | ⊙ Mooswiesen, 4204 Ottenschlag im Mühlkreis                                      |
|              | Büchervitrine     | Pabneukirchen                                  | Perg             |                 | Die Büchervitrine befindet sich direkt beim Geschäft „Pabneukistl“. | ⊙ Riedersdorf 18, 4363 Pabneukirchen                                             |
|              | Telefonzelle      | Palting                                        | Braunau am Inn   | 2017            | Die von Hans Rampelt initiierte und von Volksschulkindern farblich gestaltete „Büchertelefonzelle“ wurde vom örtlichen Dorfentwicklungsvereins finanziert und in Kooperation mit der Bücherei Mattsee vor der Volksschule aufgestellt. | ⊙ Palting 34, 5163 Palting                                                       |
| Telefonzelle | Telefonzelle      | Pasching                                       | Linz-Land        | 2015            | Die Bücherzelle wurde vom Verein „l(i)ebenswertes Pasching“ in Zusammenarbeit mit dem örtlichen Bauhof neben dem Langholzfelder Turm am Vorplatz der digiTNMS bzw. der Volksschule Langholzfeld aufgestellt. | ⊙ Adalbert-Stifter-Straße 27, 4061 Pasching                                      |
|              | Telefonzelle      | Pasching                                       | Linz-Land        |                 | Die Bücherzelle hinter dem Babyausstattungsgeschäft „Babypromenade“ bei der Bushaltestelle „Pasching Schulstraße“ wurde vom Verein „l(i)ebenswertes Pasching“ aufgestellt. | ⊙ Schulstraße 2, 4061 Pasching                                                   |
|              | Telefonzelle      | Pennewang                                      | Wels-Land        |                 | Die Bücherzelle wurde vom Verein „L(i)ebenswertes Pennewang“ am Gemeindeplatz in der Nähe der Raiffeisenbank aufgestellt und später von Kindern der örtlichen Volksschule im Rahmen des Werkunterrichts bemalt. | ⊙ Pennewang 18, 4624 Pennewang                                                   |
|              | Telefonzelle      | Pettenbach                                     | Kirchdorf        | 27. Juni 2018   | Die Bücherzelle „Villa Libris“ am sogenannten Markusplatz ist ein Projekt der NMS-Pettenbach in Kooperation mit der Öffentlichen Bücherei der örtlichen Pfarre, der Gemeinde und verschiedenen Förderern. | ⊙ Kirchenplatz 10, 4643 Pettenbach                                               |
|              | Bücherregal       | Pettenbach                                     | Kirchdorf        |                 | Standort im Gebäude der Poststelle beim Almtal Camping Pettenbach | ⊙ Enengl 1, 4643 Pettenbach                                                      |
|              | Bücherregal       | Pfarrkirchen im Mühlkreis                      | Rohrbach         | Juli 2020       | Das Offene Bücherregal steht im Vorraum der Raiffeisenbank Donau-Ameisberg. | ⊙ Pfarrkirchen 21, 4141 Pfarrkirchen im Mühlkreis                                |
|              | Kühlschränke      | Pilsbach, Ortschaft Oberpilsbach               | Vöcklabruck      |                 | Einer der zwei Bücherkühlschränke beim Gemeindeamt enthält Kinderbücher („Coole Bücher For Kids“), der andere ist mit Literatur für Erwachsene befüllt. | ⊙ Oberpilsbach 17, 4840 Pilsbach                                                 |
|              | Telefonzelle      | Pollham                                        | Grieskirchen     | Sep. 2015       | Die von den örtlichen Grünen realisierte Bücherzelle stand ursprünglich gegenüber der Pfarrkirche hl. Laurentius und hat aktuell (Dezember 2023) ihren Standort an der Kirchenmauer in der Nähe des Gasthauses Pollhamerhof. Im Winter dient der Bauernladen „Baula“ als Ersatz („Wintersitz“) für die Zelle. | ⊙ Pollham 22, 4710 Pollham                                                       |
|              | Bücherregale      | Pollham                                        | Grieskirchen     |                 | Die Offenen Bücherregale im jederzeit zugänglichen Vorraum des Hofladens „Baula - der Bauernladen“ (die Bildmontage zeigt diese und den Eingang) im alten Pfarrheim bei der Pfarrkirche hl. Laurentius dienen im Winter als Ersatz („Wintersitz“) für die Bücherzelle. | ⊙ Pollham 22, 4710 Pollham                                                       |
|              | Telefonzelle      | Polling im Innkreis                            | Braunau am Inn   | 30. Aug. 2015   | Die Bücherzelle wurde auf Initiative der SPÖ Polling am Gemeindevorplatz beim Gemeindezentrum aufgestellt. | ⊙ Waghamer Straße 3, 4951 Polling                                                |
|              | Telefonzelle      | Pram                                           | Grieskirchen     |                 | Die Bücherzelle steht in einem Park vor der Pfarrkirche und dem Friedhof. | ⊙ gegenüber Hofmark 24, 4742 Pram                                                |
|              | Telefonzelle      | Pregarten                                      | Freistadt        |                 | Die von den örtlichen Grünen initiierte Bücherzelle stand ursprünglich am Stadtplatz 18 und wurde im Juni 2022 wegen einer Baustelle auf den Fürstplatz in der Nähe der Pfarrkirche Pregarten verlegt. | ⊙ Fürstplatz, 4230 Pregarten                                                     |
|              | Telefonzelle      | Puchenau                                       | Urfahr-Umgebung  | 2016            | Die vom Puchenauer Graffiti-Künstler Jonas Raadler gestaltete Bücherzelle „BUCHenau“ wurde durch den Kulturausschuss der Gemeinde initiiert und befindet sich am Marktplatz beim Eurospar im überdachten Bereich hinter der Rolltreppe | ⊙ Golfplatzstraße 1c, 4048 Puchenau                                              |
|              | Telefonzelle      | Pupping                                        | Eferding         | Juni 2020       | Bei der „Puppinger Bücherzelle“ handelt es sich um eine „Wanderbücherzelle“, welche ca. alle sechs Monate auf Spielplätzen im Gemeindegebiet umgestellt wird. Sie steht derzeit (Mitte Juli 2024) am Kinderspielplatz Waschpoint, nachdem sie zuvor am Spielplatz in der Ortschaft Oberschaden zu finden war. | ⊙ gegenüber von Waschpoint 23, 4070 Pupping                                      |
|              | Bücherzelt        | Pupping                                        | Eferding         | 2021            | Das Bücherzelt aus Holz (das Bild zeigt die Außenseite und den Innenraum) steht im Klostergarten des Shalomklosters Pupping. | ⊙ Pupping 4, 4070 Pupping                                                        |
|              | Bücherregal       | Raab                                           | Schärding        |                 | Das „Öffentliche Bücherregal“ befindet sich im Gang neben dem Bürgerservice bzw. dem Standes- und Meldeamt im örtlichen Marktgemeindeamt, welches das obere Foto der Bildmontage von außen zeigt; zugänglich während der Öffnungszeiten (Stand Mitte März 2025): Montag, Mittwoch, Donnerstag und Freitag von 08.00 bis 12.00h sowie dienstags von 08.00 bis 12.00 und 13.00 bis 18.00h. | ⊙ Marktstraße 7, 4760 Raab                                                       |
|              | Bücherschrank     | Redlham                                        | Vöcklabruck      | Juli 2021       | Der in den Werkstätten der HTL Vöcklabruck gefertigte verzinkte Schrank steht am Ortsplatz beim Veranstaltungssaal neben dem Gemeindeamt. | ⊙ Redlham 2, 4846 Redlham                                                        |
|              | Telefonzelle      | Regau                                          | Vöcklabruck      |                 | Die Bücherzelle wurde im Rahmen des Projekts „Gemeinsam Lesen“ der Marktgemeinde Regau im Innenhof des Gemeindeamts zwischen Gemeindeamt und Landesmusikschule aufgestellt. | ⊙ Regau 9, 4844 Regau                                                            |
|              | Bücherbox         | Ried im Innkreis                               | Ried im Innkreis | März 2019       | Die Mitglieder des Soroptimist Club Ried-Innviertel kümmern sich um das aus einer überdachten, ehemaligen Bushaltestelle des Citybusses umgebaute Bücherregal in einer gläsernen Box am unteren Kirchenplatz. | ⊙ Kirchenplatz 9, 4910 Ried im Innkreis                                          |
|              | Bücherregale      | Ried im Traunkreis                             | Kirchdorf        |                 | Die zwei Offenen Bücherregale („offenes Bücherregal für Körper - Geist – Seele“ bzw. „Rieder Bücherzelle“) befinden sich im Gemeindeamt; zugänglich während der Öffnungszeiten (Stand Juni 2024): Montag bis Freitag von 08.00 bis 12.00h sowie zusätzlich donnerstags von 13.00 bis 18.00h. Aufgrund der im selben Gebäude untergebrachten Musikschule ist der Haupteingang zu den Schulzeiten bis 20.00h geöffnet. | ⊙ Hauptstraße 27, 4551 Ried im Traunkreis                                        |
|              | Telefonzelle      | Ried in der Riedmark                           | Perg             | 29. Sep. 2021   | Die von den örtlichen Grünen initiierte „Bücher-Box“ steht bei der CMC Mittelschule (NMS). | ⊙ Schulstraße 1A, 4312 Ried in der Riedmark                                      |
|              | Telefonzelle      | Roitham am Traunfall                           | Gmunden          | Juni 2022       | Die Bücherzelle befindet sich direkt vor der örtlichen Öffentlichen Bücherei im Gemeindegebäude. | ⊙ Gemeindeplatz 9, 4661 Roitham am Traunfall                                     |
|              | Bücherschrank     | Roitham am Traunfall                           | Gmunden          |                 | Der Offene Bücherschrank der Öffentlichen Bücherei der Pfarre und Gemeinde Roitham beim Gebäude vom Siedlerverein am öffentlichen Spielplatz (Nutzungszeiten von 09.00 bis 20.00h) bietet hauptsächlich Kinderbücher. | ⊙ Spielplatzstraße, 4661 Roitham am Traunfall                                    |
|              | Telefonzelle      | Sattledt                                       | Wels-Land        | 2024            | Die Bücherzelle („Lesequelle“) steht neben der örtlichen Bibliothek. | ⊙ Markt 6, 4642 Sattledt                                                         |
|              | Bücherregal       | Schardenberg                                   | Schärding        |                 | Das Offene Bücherregal steht in der sich im Fronwald befindlichen Fatimakapelle, welche auf dem oberen Foto der Bildmontage abgebildet ist. Die Zufahrt erfolgt über die Turmstraße. | ⊙ Fronwaldstraße 13, 4784 Schardenberg                                           |
|              | Bücherbox         | Schärding                                      | Schärding        | 23. Apr. 2025   | Die Schärdinger Bücherbox („Bücher 2go – G’schichtn für Zuhause“) beim Georgsbrunnen ist ein Projekt der Entwicklungswerkstätte und wurde am Welttag des Buches eröfffnet. | ⊙ Unterer Stadtplatz 20, 4780 Schärding                                          |
|              | Telefonzelle      | Scharten                                       | Eferding         |                 | Die Bücherzelle steht im Ortsteil Unterscharten am Parkplatz der evangelischen Kirche gegenüber der Evangelischen Toleranzkirche Scharten an der Mistelbacher Bezirksstraße. | ⊙ gegenüber von Scharten 30, 4612 Scharten                                       |
|              | Bücherregal       | Schenkenfelden                                 | Urfahr-Umgebung  |                 | Der „Offene Bücherschrank“ steht im Foyer der örtlichen Raiffeisenbank und ist auch außerhalb der Öffnungszeiten zugänglich. | ⊙ Markt 22, 4192 Schenkenfelden                                                  |
|              | Telefonzelle      | Schleißheim                                    | Wels-Land        | 2023            | Die von Kindern der 4. Klasse der örtlichen Volksschule gestaltete Bücherzelle steht hinter der Schule am Parkplatz neben der Dorfladenbox. | ⊙ Dorfstraße 17, 4600 Schleißheim                                                |
|              | Telefonzelle      | Schörfling am Attersee                         | Vöcklabruck      | Nov. 2022       | Die von der Pfarrbücherei Schörfling gemeinsam mit der Marktgemeinde initiierte „Bücherbox“ steht seit Herbst 2022 mitten im Ort in der Begegnungszone hinter dem ehemaligen Gebäude der Raiffeisenbank. | ⊙ Marktplatz 3, 4861 Schörfling am Attersee                                      |
|              | Telefonzelle      | Schwertberg                                    | Perg             |                 | Der Standort dieser auf Initiative des Vereins DOSTE (Dorf- und Stadtentwicklung) in Schwertberg aufgestellten Bücherzelle befindet sich beim Gemeindeamt. Die Wartung erfolgt durch Mitarbeiter der örtlichen Bibliothek. | ⊙ Marktplatz 11, 4311 Schwertberg                                                |
|              | Telefonzelle      | Schwertberg                                    | Perg             |                 | Diese auf Initiative des Vereins DOSTE (Dorf- und Stadtentwicklung) in Schwertberg aufgestellte Bücherzelle befindet sich auf der Freizeitwiese an der Aist. Die Wartung erfolgt durch Mitarbeiter der örtlichen Bibliothek. | ⊙ Dietmar-von-Aist-Straße 31, 4311 Schwertberg                                   |
|              | Telefonzelle      | Schwertberg                                    | Perg             |                 | Die „Kinder-Bücherzelle“ steht im Innenhof der örtlichen Mittel- und Volksschule und ist nur während der Schulöffnungszeiten zugänglich. | ⊙ Reitbergstraße 2, 4311 Schwertberg                                             |
|              | Bücherschrank     | Seewalchen am Attersee, Ortschaft Litzlberg    | Vöcklabruck      |                 | Der Offene Bücherschrank („Bücherturm“) steht bei der Wohnzimmergalerie SIX. | ⊙ Litzlberger Straße 30a, 4863 Seewalchen am Attersee                            |
|              | Bücherschrank     | Sierning                                       | Steyr-Land       |                 | Das „Offene Bücherregal der Marktgemeinde Sierning“ (die Bildmontage zeigt den Schrank im geschlossenen bzw. geöffneten Zustand) in den Räumlichkeiten der öffentlichen Toiletten (zugänglich täglich von 07.00 bis 20.00h) beim Schloss ist eine Initiative des örtlichen Kulturausschusses. | ⊙ Kirchenplatz 1a, 4522 Sierning                                                 |
|              | Bücherschrank     | Sierninghofen-Neuzeug                          | Steyr-Land       |                 | Der Bücherschrank steht im Gastgarten des Gasthofs Landerl. | ⊙ Sierninghofenstraße 64, 4523 Sierninghofen-Neuzeug                             |
|              | Bücherregal       | Sigharting                                     | Schärding        | 2023            | Das Offene Bücherregal („Bücherhöhle“) in einer Nische unter der Treppe im Erdgeschoß vom Schloss Sigharting wurde vom „Netzwerk Verschönerungsverein Sigharting“ (VSV) im Sommer 2023 aufgestellt; zugänglich während der Öffnungszeiten (Stand Mitte März 2025): Montag bis Freitag von 08.00 bis 12.00h. Falls das Schloss trotzdem versperrt sein sollte, kann man beim gegenüberliegenden Gemeindeamt um das Öffnen bitten. Das obere Foto der Bildmontage zeigt den Innenhof des Schlosses – durch die Tür links im Bild kommt man zur Bücherhöhle. | ⊙ Hofmark 4, 4771 Sigharting                                                     |
|              | Bücherregal       | St. Aegidi                                     | Schärding        | 12. Okt. 2014   | Das Offene Bücherregal ist ein Projekt aus dem Agenda21-Prozess „Gemeinsam – St. Aegidi 2025“ und stand ursprünglich seit 12. Oktober 2014 (Tag der offiziellen Eröffnung) im alten Gemeindeamt direkt gegenüber der Pfarrkirche - seit dem Bezug des neuen Gemeindeamts (welches das obere Foto der Bildmontage von außen zeigt) im Jahr 2022 befindet es sich nun dort; zugänglich während der Öffnungszeiten (Stand Ende April 2025): Montag von 07.00 bis 12.00 und 13.00 bis 17.00h, Dienstag 07.00 bis 12.00 und 13.00 bis 18.00h, Mittwoch von 07.00 bis 13.00h, Donnerstag von 07.00 bis 12.00 und von 13.00 bis 17.00h sowie freitags von 07.00 bis 13.00h. | ⊙ St. Aegidi 10, 4725 St. Aegidi                                                 |
|              | Bücherregal       | St. Florian am Inn                             | Schärding        |                 | Das Offene „NIMM und BRING Bücherregal“ befindet sich im 1. Stock des Gemeindeamts – welches das obere Foto der Bildmontage zeigt – an der L1143 (Otterbacher Straße); zugänglich während der Öffnungszeiten (Stand Mitte März 2025): Montag und Dienstag von 07.00 bis 12.00h und von 13.00 bis 17.30h, am Mittwoch von 07.00 bis 13.00h, am Donnerstag von 07.00 bis 12.00h und von 13.00 bis 17.00h sowie freitags von 07.00 bis 13.00h. | ⊙ St. Florian am Inn 11, 4782 St. Florian am Inn                                 |
|              | Telefonzelle      | St. Georgen an der Gusen                       | Perg             | 14. Juni 2017   | Die auf Initiative von Elternvereins-Obfrau Siegrid Seiler und Rudi Lehner vom Kulturausschuss des örtlichen Gemeinderats beschlossene Bücherzelle („BUCHBOX“) steht bei der Mittelschule und Polytechnischen Schule (NMS) St. Georgen. | ⊙ Mauthausener Straße 44, 4222 St. Georgen an der Gusen                          |
|              | Telefonzelle      | St. Georgen im Attergau                        | Vöcklabruck      | 2020            | Die Bücherzelle („Bücherdschungel“) steht bei der örtlichen Bibliothek. | ⊙ Attergauerstraße 18, 4880 St. Georgen im Attergau                              |
|              | Bücherregal       | St. Gotthard im Mühlkreis, Ortschaft Rottenegg | Urfahr-Umgebung  | 28. Sep. 2022   | Das von der Bibliothek St. Gotthard betreute Offene Bücherregal befindet sich im täglich von 9 bis 21 Uhr geöffneten Begegnungszentrum „Ze·Ro“. | ⊙ Rodlstraße 1, 4112 St. Gotthard im Mühlkreis                                   |
|              | Kühlschrank       | St. Gotthard im Mühlkreis, Ortschaft Rottenegg | Urfahr-Umgebung  | 4. Mai 2024     | Der auf Initiative der Bibliothekarin Eva Maria Ginal aufgestellte und von der Bücherei St. Gotthard betreute „Kühlschrank für Seelennahrung“ vor dem Freizeitzentrum stand zuvor als Getränkekühlschrank im örtlichen Musikhaus. | ⊙ Sportplatzstraße 5, 4112 St. Gotthard im Mühlkreis                             |
|              | Bücherregal       | St. Johann am Wimberg                          | Rohrbach         | 13. Okt. 2012   | Das Bücherregal („Offener Bücherschrank“) im örtlichen Gemeindeamt war eine Initiative der Maturaprojektgruppe „be fair – buy fair“ der Berufsbildenden Schulen (BBS) Rohrbach; zugänglich während der Öffnungszeiten (Stand Anfang Juli 2024): Montag und Dienstag von 07.00 bis 12.00h und von 13.00 bis 17.00h, Mittwoch und Donnerstag von 07.00 bis 12.00h sowie freitags von 07.00 bis 12.00 und 13.00 bis 16.00h. | ⊙ St. Johann am Wimberg 10, 4172 St. Johann am Wimberg                           |
|              | Telefonzelle      | St. Konrad                                     | Gmunden          | 14. Apr. 2024   | Die Bücherzelle steht in einem Pavillon vor dem Gemeindeamt. | ⊙ Ort 10, 4817 St. Konrad                                                        |
|              | Telefonzelle      | St. Marien-Weichstetten                        | Linz-Land        | 2020            | Die von Verantwortlichen der Pfarre initiierte Bücherzelle beim „PfarrHOF Laurentius“ neben dem Pfarramt Weichstetten wird vom Fachausschuss Schöpfungsverantwortung betreut. | ⊙ Weichstetten-West 1, 4502 St. Marien                                           |
|              | Bücherschrank     | St. Marien-Nöstlbach                           | Linz-Land        | Mai 2021        | Das „Bücherkistl“ befindet sich gegenüber der Physiotherapie-Praxis von Ulrike Haindrich. | ⊙ Schwanenweg 17, 4502 St. Marien                                                |
|              | Telefonzelle      | St. Pantaleon, Ortschaft Riedersbach           | Braunau          |                 | Die Umwandlung einer bestehenden Telefonzelle in eine Bücherzelle an der Weilhart-Landesstraße (L501) in der Nähe der Einfahrt zur Pfarrkirche wurde im Juni 2021 im Gemeinderat beschlossen. | ⊙ Riedersbach 19, 5120 St. Pantaleon-Riedersbach                                 |
|              | Bücherregale      | St. Thomas                                     | Grieskirchen     |                 | Die zwei Offenen Bücherregale befinden sich im von 05.00 bis 24.00h (Stand Dezember 2023) zugänglichen Foyer der Selbstbedienungs-Bankstelle St. Thomas der Raiffeisenbank Prambachkirchen. | ⊙ St. Thomas 24, 4732 St. Thomas                                                 |
|              | Bücherregal       | St. Ulrich bei Steyr                           | Steyr-Land       |                 | Das vom Katholischen Bildungswerk (KBW) und der Bibliothek Kleinraming zur Verfügung gestellte Bücherregal befindet sich im Eingangsbereich (Windfang) des örtlichen Pfarrzentrums. | ⊙ Pfarrplatz 1, 4400 St. Ulrich bei Steyr                                        |
|              | Bücherschrank     | St. Veit im Mühlkreis                          | Rohrbach         |                 | Die Bücherbox befindet sich am hinteren Eck eines alten Bauernhofs, welcher am Wanderweg Kraft-Quelle-Baum bzw. der Route 150 nach Waxenberg / Oberneukirchen liegt. | ⊙ Höf 15, 4173 St. Veit im Mühlkreis                                             |
|              | Bücherregal       | St. Veit im Mühlkreis                          | Rohrbach         |                 | Das Offene Bücherregal befindet sich im Amtshaus der Gemeinde; zugänglich während der Öffnungszeiten (Stand Anfang Juli 2024): Montag und Dienstag von 07.00 bis 12.00 und 13.00 bis 17.00 Uhr, Mittwoch von 07.00 bis 13.00h, am Donnerstag von 07.00 bis 12.00h und von 13.00 bis 18.00h, freitags von 07.00 bis 13.00h. | ⊙ Schnopfhagenplatz 3, 4173 St. Veit im Mühlkreis                                |
|              | Telefonzelle      | St. Willibald                                  | Schärding        | 2022            | Die Bücherzelle steht beim örtlichen Pfarrzentrum bzw. der Bibliothek. | ⊙ Hauptstraße 32, 4762 St. Willibald                                             |
|              | Telefonzelle      | Stadl-Paura                                    | Wels-Land        | Okt. 2021       | Die Bücherzelle der Gemeindebücherei steht direkt beim Stadtgemeindeamt. | ⊙ Marktplatz 1, 4651 Stadl-Paura                                                 |
|              | Telefonzelle      | Steinbach am Attersee                          | Vöcklabruck      |                 | Die „Steinbacher Bücher-Tauschbörse“ steht in der Nähe des Gemeindeamtes. | ⊙ Steinbach 5, 4853 Steinbach am Attersee                                        |
|              | Telefonzelle      | Steinerkirchen an der Traun                    | Wels-Land        | Juli 2021       | Standort der Bücherzelle „Lesequelle“ ist bei der Neuen Mittelschule, das Projekt wurde auch von Mitarbeitern und Schülern der NMS umgesetzt. | ⊙ Landstrasse 20, 4652 Steinerkirchen an der Traun                               |
|              | Kühlschrank       | Steyr                                          | Steyr            |                 | Der Bücherkühlschrank steht im Innenhof des im Wehrgraben beheimateten Kulturvereins Röda. | ⊙ Gaswerkgasse 2, 4400 Steyr                                                     |
|              | Bücherregal       | Steyr                                          | Steyr            |                 | Das Offene Bücherregal aus Holz steht im öffentlichen Freibad „Schwimmschule Steyr“ neben einem Metallregal für Fundstücke; zugänglich während der Öffnungszeiten (Stand Mitte August 2024): von Mai bis September bei Badewetter Montag bis Sonntag von 09.30 bis 20.00h. | ⊙ Wehrgrabengasse 61, 4400 Steyr                                                 |
|              | Bücherregal       | Steyr                                          | Steyr            |                 | Das Offene Bücherregal steht im Arkadenhof des Bildungszentrums „Dominikanerhaus Steyr“ der Diözese Linz. | ⊙ Grünmarkt 1, 4400 Steyr                                                        |
|              | Bücherregal       | Steyr                                          | Steyr            |                 | Das Offene Bücherregal befindet sich im City Kino Steyr und ist nur bei Kinobetrieb zugänglich. Der Zugang erfolgt über den Hermann-Leithenmayr-Platz. | ⊙ Stelzhamerstraße 2b, 4400 Steyr                                                |
|              | Bücherregal       | Steyr                                          | Steyr            |                 | Das von Mag.a Maria Sweeney initiierte Offene Bücherregal in der Volkshochschule im Erdgeschoß (gleich beim Eingang, geradeaus im Gang) ist zu diesen Zeiten zugänglich (Stand Mitte Juni 2024): Montag und Dienstag von 08.30 bis 12.00h und von 13.30 bis 16.00h, am Mittwoch von 08.30 bis 12.00h, am Donnerstag von 08.30 bis 12.00h und von 13.30 bis 15.00h sowie am Freitag von 08.30 bis 12.00h. | ⊙ Stelzhamerstraße 11, 4400 Steyr                                                |
|              | Bücherregale      | Steyr                                          | Steyr            |                 | Die Bildmontage zeigt die in einem kleinen Häuschen von TOP Real Immobilien eingerichtete „Schenk-Ecke GIB & NIMM!“, wo neben Kleidung, Schuhen, Spielsachen, Geschirr und Kleingeräten auf zwei Regalen auch Bücher zu finden sind; zugänglich zu den Öffnungszeiten (Stand Mitte Juni 2024): Montag bis Samstag von 09.00 bis 18.00h, sonn- und feiertags geschlossen. | ⊙ Stelzhamerstraße 11a, 4400 Steyr                                               |
|              | Bücherregal       | Steyr                                          | Steyr            |                 | Das Offene Bücherregal („Bücherwagen“) befindet sich in der Fachhochschule Steyr FH3 im Erdgeschoß bei den Getränkeautomaten und bietet hauptsächlich ausgemusterte Bibliotheksbücher und Zeitschriften. | ⊙ Gaswerkgasse 7, 4400 Steyr                                                     |
|              | Bücherregal       | Steyr, Katastralgemeinde Gleink                | Steyr            |                 | Das Offene Bücherregal steht links vom Eingang im Bioladen „Die Hoflieferanten“; zugänglich während der Öffnungszeiten (Stand April 2024): Montag bis Freitag 08.00 bis 18.00h, Samstag 08.00 bis 13.00h. | ⊙ Ennser Straße 29, 4400 Steyr                                                   |
|              | Bücherregal       | Steyr, Katastralgemeinde Gleink                | Steyr            |                 | Das Offene Bücherregal steht in der „Café Konditorei Klaus Berrer“; zugänglich während der Öffnungszeiten (Stand Mai 2024): Montag bis Freitag 08.00 bis 19.00h. | ⊙ Ennser Straße 2 / Johann-Puch-Straße 19, 4400 Steyr                            |
|              | Telefonzelle      | Steyregg                                       | Urfahr-Umgebung  | 27. Nov. 2015   | Die von der örtlichen Stadt- und Pfarrbücherei initiierte Bücherzelle neben dem Parkplatz der Raiffeisenbank Perg wurde von Pfarrer Andreas Hinterholzer gesegnet. | ⊙ Weissenwolfstrasse 10, 4221 Steyregg                                           |
|              | Telefonzelle      | Straß im Attergau                              | Vöcklabruck      | 5. Juli 2020    | Die vom Künstler Markus Wesenauer (maxart-design) gestaltete beleuchtete „Büchertauschbox“ (ein Projekt aus dem Agenda-21-Prozess „Gemeinsam.Leben.Straß“) steht in der Begegnungs- und Bewegungszone und wurde anlässlich des Familientags zur Eröffnung dieses neuen Ortskerns eingeweiht. | ⊙ Straß 101, 4881 Straß im Attergau                                              |
|              | Bücherzelle       | Ternberg                                       | Steyr-Land       | 1. Juli 2022    | Die nicht mehr genutzte Telefonzelle hinter dem Gemeindeamt wurde von Schülern der Klasse 2b der Mittelschule Ternberg mit Unterstützung von Lehrer Joachim Müller zu einer Bücherzelle umgebaut und wird auch wie ihr Vorgänger (ein Bücherregal im Ortszentrum) von den örtlichen Grünen betreut. | ⊙ Prinzstraße 1, 4452 Ternberg                                                   |
|              | Telefonzelle      | Thalheim bei Wels                              | Wels-Land        | Nov. 2014       | Die Bücherzelle an der Südseite des Marktgemeindeamtes wurde von der „Eine Welt Gruppe“ Thalheim in Zusammenarbeit Marktgemeinde Thalheim initiiert und Mitte November 2014 aufgestellt. | ⊙ gegenüber von Gemeindeplatz 12, 4600 Thalheim bei Wels                         |
|              | Telefonzelle      | Timelkam                                       | Vöcklabruck      |                 | Die Bücherzelle wurde vom örtlichen Kulturausschuss unter Obmann André Reichart am Stöger-Parkplatz aufgestellt. | ⊙ Mozartstraße 4, 4850 Timelkam                                                  |
|              | Telefonzelle      | Tragwein                                       | Freistadt        |                 | Die von der örtlichen Bücherei um das Jahr 2015 initiierte Bücherzelle befindet sich am Tragweiner Badesee neben einem künstlichen Wasserfall; zugänglich zu den Öffnungszeiten während des Badebetriebs von Mai bis Ende der Sommerferien (Stand Sommer 2023): täglich von 10.00 bis 20.00h. | ⊙ Erdleitener Straße 23, 4284 Tragwein                                           |
|              | Telefonzelle      | Traun                                          | Linz-Land        | Dez. 2018       | Die beleuchtete Bücherzelle der Bibliothek Traun – die dritte in der Stadt – steht seit Anfang Dezember 2018 im Schlosspark in unmittelbarer Nähe zu Spinnerei und Schloss Traun. | ⊙ Schloßstraße 8, 4050 Traun                                                     |
|              | Telefonzelle      | Traun, Stadtteil Oedt                          | Linz-Land        | 18. Juli 2014   | Die zweite Trauner Bücherzelle steht neben dem italienischen Restaurant „SURACE am SEE“ (vormals Café-Restaurant „Seestern“) am Oedter See im Badezentrum Traun. | ⊙ Traunerstraße 25b (Zufahrt „Kiesl-Meile“), 4050 Traun                          |
|              | Telefonzelle      | Traun, Stadtteil Oedt                          | Linz-Land        | 8. Nov. 2024    | Die Bücherzelle der Bibliothek Traun steht seit 8. November 2024 beim Stadtteilzentrum Oedt und wurde am 2. Dezember 2024 mit einer Lesung des Schriftstellers Pepi Tichler offiziell eröffnet. | ⊙ Traunerstraße 88, 4050 Traun                                                   |
|              | Telefonzelle      | Traun, Stadtteil St. Dionysen                  | Linz-Land        | Dez. 2022       | Die Bücherzelle ist die fünfte in der Stadt und befindet sich bei den überdachten Fahrradabstellanlagen zwischen dem Geschäft „Blumen Schürer“ und dem „Med Center Traun“ im Stadtteilzentrum (STZ) Weidfeld. | ⊙ Weidfeldstraße 117, 4050 Traun                                                 |
|              | Telefonzelle      | Traun, Stadtteil St. Martin                    | Linz-Land        | Okt. 2021       | Die vierte Bücherzelle der Bibliothek Traun befindet sich am Rande des kleinen Parks mit Spielplatz in der Nähe von Stadtteilzentrum und Pfarre und verfügt über eine mittels Bewegungssensor gesteuerte Beleuchtung. Die Außengestaltung wurde vom Graffiti-Künstler Slavko Mošet übernommen, der auch bereits bei den zuvor aufgestellten Trauner Bücherzellen tätig gewesen war. | ⊙ Leondinger Straße 64/Ecke Schubertstraße, 4050 Traun                           |
|              | Kühlschrank       | Traunkirchen                                   | Gmunden          | 2. Mai 2018     | Der von der Agenda 21 Gruppe „BürgerInnen-Stammtisch Traunkirchen“ initiierte und von der „Galerie Tacheles“ aus Gmunden gestaltete Bücherkühlschrank steht direkt neben einer Telefonzelle beim Café „klein & fein, coffee shop & more“. | ⊙ Klosterplatz 10, 4801 Traunkirchen                                             |
|              | Bücherregale      | Traunkirchen                                   | Gmunden          |                 | Die Offenen Bücherregale befinden sich in der Johannesbergkapelle beim Kloster Traunkirchen. | ⊙ Klosterplatz 1, 4801 Traunkirchen                                              |
|              | Telefonzellen     | Unterach am Attersee                           | Vöcklabruck      |                 | Die „Lese-Bar“, zwei nach Genres sortierte Bücherzellen (Box 1: Romane, Erzählungen, Lyrik, Box 2: Krimis, Reisen & Wandern, Kunst sowie Kinder und Jugend) in der Nähe der örtlichen Anlegestelle der Attersee-Schifffahrt wurde von der „Unteracher Projektwerkstatt“ im Rahmen des „AGENDA21“-Beteiligungsprozesses realisiert; Bücherbox-Patin ist Ulli Scheffel. | ⊙ Hauptplatz 3, 4866 Unterach am Attersee                                        |
|              | Telefonzelle      | Unterach am Attersee, Ortsteil Au              | Vöcklabruck      |                 | Die Bildmontage zeigt von zwei Seiten die Bücherzelle an der Attersee Straße (B 151) in der Nähe des Mondsees. | ⊙ Ort am Mondsee 34, 4866 Unterach am Attersee                                   |
|              | Telefonzelle      | Utzenaich                                      | Ried im Innkreis | 2020            | Die von Jungscharkindern bemalte Bücherzelle wurde auf Initiative des Teams der „Bücherstube“ (der örtlichen Bücherei) beim Ortsweiher (Winkelweiher) in einem kleinen Park in der Nähe von Schloss Utzenaich aufgestellt. | ⊙ gegenüber Ringstraße 2, 4972 Utzenaich                                         |
|              | Bücherregal       | Vichtenstein                                   | Schärding        |                 | Die „Bücherecke“ befindet sich am Campingplatz der Ortschaft Kasten bei den Toiletten auf der Rückseite des Verwaltungsgebäudes. | ⊙ Kasten 100, 4091 Vichtenstein                                                  |
|              | Telefonzelle      | Vöcklabruck                                    | Vöcklabruck      | Juni 2020       | Die Bücherzelle der Stadtbibliothek im Kirchenpark hinter dem Heimathaus in der Hinterstadt ersetzt den alten Bücherschrank. | ⊙ gegenüber von Graben 13, 4840 Vöcklabruck                                      |
|              | Telefonzelle      | Vöcklabruck, Stadtteil Dürnau                  | Vöcklabruck      | Apr. 2022       | Die Bücherzelle in der Dürnau wurde vom Projekt „Wohnen im Dialog“ der Volkshilfe OÖ. initiiert und mit Hilfe vom Spielebus der Pfarre Vöcklabruck, der Künstlerin Barbara Post und der Stadtgemeinde umgesetzt. | ⊙ Ecke Etrichstraße / Viktor Kaplan-Straße, 4840 Vöcklabruck                     |
|              | Bücherregale      | Vöcklabruck                                    | Vöcklabruck      |                 | Die Offenen Bücherregale („Büchertauschregal Biblio-Take“) mit Lese-Lounge im Einkaufszentrum „Varena“ befinden sich im 1. Stock beim Geschäft Kastner & Öhler; zugänglich während der Öffnungszeiten (Stand Ende Jänner 2025): Montag bis Freitag von 09.00 bis 19.00h sowie samstags von 09.00 bis 18.00h. | ⊙ Linzer Straße 50, 4840 Vöcklabruck                                             |
|              | Telefonzelle      | Vorchdorf                                      | Gmunden          | 2019            | Initiiert wurde das Projekt von der stellvertretenden Obfrau des Jugend-, Sport-, Bildungs- und Kulturausschusses Bettina Hutterer. Betreut wird die Bücherzelle, welche neben einer aktiven Telefonzelle steht, von Mitarbeitern der öffentlichen Bibliothek Vorchdorf. | ⊙ neben Schlossplatz 7a, 4655 Vorchdorf                                          |
|              | Telefonzelle      | Vorderstoder                                   | Kirchdorf        | Sep. 2016       | Die von Petra Rohregger im Rahmen der Abschlussarbeit eines GEcKo (GEstaltungsKOmpetenzen)-Lehrgangs initiierte Bücherzelle steht beim Geschäft „Nah & Frisch Bergladen Pro Vorderstoder“(Bergladen). | ⊙ Dorf 183, 4574 Vorderstoder                                                    |
|              | Telefonzellen     | Waizenkirchen                                  | Grieskirchen     | Feb. 2022       | Die zwei aus dem Linzer Postlager stammenden aussortierten Telefonzellen wurden vom lokalen Künstler Rudolf „Poli“ Pointinger in Zusammenarbeit mit dem Waizenkirchner Kulturverein „geh weida“ zu Bücherzellen umgestaltet und ausgestattet mit solarbetriebener Innenbeleuchtung vor dem Marktgemeindeamt in der Nähe der Katholischen Pfarrkirche Hl. Peter und Paul aufgestellt. | ⊙ Marktplatz 3, 4730 Waizenkirchen                                               |
|              | Telefonzelle      | Waldhausen im Strudengau                       | Perg             | 2021            | Die Bücherzelle mit der Bezeichnung „LES(E)BAR“ wird von der FPÖ-Ortsparteichefin und Waldhausner Gemeindevorständin Sylvia Waidhofer betreut. | ⊙ Schloßberg 64, 4391 Waldhausen im Strudengau                                   |
|              | Telefonzelle      | Walding                                        | Urfahr-Umgebung  | März 2023       | Die von Kindern 3b-Klasse der örtlichen Volksschule bemalte Bücherzelle („Waldinger Bücherinsel“) bei der Waldorf Kindergruppe Walding am Kirchenvorplatz der Pfarrkirche wird von der örtlichen Pfarre betreut. | ⊙ Kirchenplatz 4, 4111 Walding                                                   |
|              | Telefonzelle      | Waldzell                                       | Ried im Innkreis |                 | Die Bücherzelle steht am Parkplatz des Lebensmittelgeschäfts „Nah&Frisch Miravita Waldzell“. | ⊙ Winterbahn 1, 4924 Waldzell                                                    |
|              | Bücherschrank     | Wartberg an der Krems                          | Kirchdorf        | 2023            | Der von der örtlichen Bücherei betreute Bücherschrank befindet sich beim Infopoint unterhalb des Gemeindeamtes. | ⊙ Ecke Hauptstraße/Pfarrsiedlung, 4552 Wartberg an der Krems                     |
|              | Telefonzelle      | Wartberg ob der Aist                           | Freistadt        | 2023            | Die Bücherzelle der örtlichen Bibliothek steht seit Herbst 2023 bei der Volksschule. | ⊙ Schulstraße 5, 4224 Wartberg ob der Aist                                       |
|              | Bücherschränke    | Wartberg ob der Aist                           | Freistadt        | 2023            | Die zwei Bücherboxen befinden sich seit Herbst 2023 vor dem Marktgemeindeamt Wartberg ob der Aist. | ⊙ Hauptstraße 5, 4224 Wartberg ob der Aist                                       |
|              | Bücherregale      | Weißkirchen an der Traun                       | Wels-Land        |                 | Die insgesamt sechs Bücherregale im Foyer der örtlichen Raiffeisenbank werden vom „Verein NETZWERK – Weißkirchen gemeinsam gestalten“ betreut; zugänglich während der Öffnungszeiten (Stand Juni 2022) von 5.00 bis 24.00h. | ⊙ Raiffeisenweg 1, 4616 Weißkirchen an der Traun                                 |
|              | Bücherregal       | Weißkirchen an der Traun                       | Wels-Land        |                 | Das Offene Bücherregal steht im Foyer der Filiale Weißkirchen der Sparkasse Neuhofen. | ⊙ Obere Dorfstraße 12, 4616 Weißkirchen an der Traun                             |
|              | Bücherregal       | Wels, Stadtteil Lichtenegg                     | Wels             |                 | Offener Bücherschrank im Einkaufszentrum „max.center“ Wels im 1. OG zwischen H&M und Tabak-Trafik Angerer; zugänglich während der Öffnungszeiten (Stand Juni 2022): Montag – Donnerstag 09.00 – 19.00h, Freitag 09.00 – 20.00h, Samstag 09.00 – 18.00h. | ⊙ Gunskirchener Straße 7, 4600 Wels                                              |
|              | Telefonzelle      | Wels                                           | Wels             |                 | Die Bücherzelle befindet sich im Erdgeschoß des Bauteils A vom Campus für Technik und Umweltwissenschaften Wels der FH Oberösterreich bei der Tür zum Innenhof gegenüber der Aula; zugänglich während der Öffnungszeiten (Stand Jänner 2023): Montag – Freitag 07.00–18.30h und Samstag von 07.00 bis 16.00h. | ⊙ Stelzhamerstraße 23, 4600 Wels                                                 |
|              | Bücherregal       | Wels, Stadtteil Neustadt                       | Wels             |                 | Das Bücherregal („Offener Bücherschrank“) befindet sich neben dem Kühlschrank im Hauptgeschäft der Bäckerei Stöbich; zugänglich während der Öffnungszeiten (Stand November 2023): Montag bis Freitag zwischen 06.00 und 18.00h, am Samstag 06.00 bis 12.30h, sonntags 07.00 bis 12.00h. | ⊙ Grünbachplatz 11, 4600 Wels                                                    |
|              | Bücherregal       | Wels, Stadtteil Puchberg                       | Wels             |                 | Das Offene Bücherregal („Bücher-Kreis-Lauf“) befindet sich im Bildungshaus Schloss Puchberg neben dem Zigarettenautomaten beim Zugang zum großen Speisesaal; zugänglich ungefähr zwischen 08.00 und 22.00h. | ⊙ Puchberg 1, 4600 Wels                                                          |
|              | Telefonzelle      | Weyer                                          | Steyr-Land       |                 | Die Bücherzelle („Weyrer Bücherschrank“) befindet sich neben der United Optics (Forster)-Filiale. | ⊙ Marktplatz 15, 3335 Weyer                                                      |
|              | Container/Kabinen | Wilhering                                      | Linz-Land        | 2014            | Die zwei Bücherkabinen stehen nebeneinander beim Spielplatz vom Gasthof Fischer auf der Dorfwiese nächst der Pfarrkirche „Maria vom guten Rat“ in Dörnbach. | ⊙ Pfarrhofweg 2, 4073 Wilhering                                                  |
|              | Container/Kabine  | Wilhering, Ortschaft Höf                       | Linz-Land        | 2014            | Die vom örtlichen Kulturausschuss umgesetzte Bücherkabine („Öffentlicher Bücherschrank“) befindet sich in der Nähe des Pfarrheims am sogenannten Fritz-Fröhlich-Weg zwischen dem Gebäude der alten Feuerwehr und einem Teich. | ⊙ Ecke Bräuhausstraße 4/Höf, 4073 Wilhering                                      |
|              | Container/Kabinen | Wilhering, Ortschaft Schönering                | Linz-Land        |                 | Die zwei nebeneinanderstehenden Bücherkabinen bei einer aktiven Telefonzelle befinden sich im Ortsteil Schönering. | ⊙ Schöneringer Straße 10, 4073 Wilhering                                         |
|              | Bücherschrank     | Windhaag bei Freistadt                         | Freistadt        |                 | Der doppelseitige Offene Bücherschrank (die Bildmontage zeigt diesen von beiden Richtungen) im Schulgarten der Anton Bruckner-Schule vor der öffentlichen Bibliothek der Pfarre Windhaag (welche den Schrank auch betreut) ist mit Sitzgelegenheiten aus Holz ausgestattet und heißt daher auch „Bücherbank“. Er wurde im Rahmen eines KEM-Projekts (Klima- und Energiemodellregion-Anpassungsprojekt: Möblierung von Schattenplätzen) aufgestellt. | ⊙ Schulstraße 2, 4263 Windhaag bei Freistadt                                     |
|              | Bücherschrank     | Wolfern                                        | Steyr-Land       | 2021            | Der von der örtlichen Bücherei initiierte Offene Bücherschrank steht im Eingangsbereich vom Freibad „Waldbad Wolfern“; zugänglich in den Sommermonaten während der Öffnungszeiten täglich von 10.00 bis 19.30h (Stand Anfang August 2023). | ⊙ Eglmayrstraße 2a, 4493 Wolfern                                                 |
|              | Telefonzelle      | Zwettl an der Rodl                             | Urfahr-Umgebung  | 2022            | Die im Juni 2022 von Kindern der örtlichen Volksschule bemalte „Bücherbox“ wurde vom Zwettler „Arbeitskreis Gesunde Gemeinde“ direkt bei der Bushaltestelle „Zwettl/Rodl Linzer Straße“ aufgestellt. | ⊙ Linzer Straße 6, 4180 Zwettl an der Rodl                                       |

## Liste ehemaliger Bücherschränke
| Bild | Ausführung        | Ort                       | Seit          | abgebaut (festgestellt) | Anmerkung | Lage                                                    |
| ---- | ----------------- | ------------------------- | ------------- | ----------------------- | --- | ------------------------------------------------------- |
|      | Bücherkühlschrank | Ebensee am Traunsee       | 18. Apr. 2015 |                         | Der im Zuge des Frühlingsfestes 2015 eröffnete und vom Künstler Ferdinand Reisenbichler gestaltete „Cool-Book-Schrank“ stand vor dem Geschäft „MoKa“ (Treffpunkt für urbane Mode und Kaffeegenuss).                                                                                               | ⊙ Marktgasse 24, 4802 Ebensee                           |
|      | Telefonzelle      | Hartkirchen               | 2. Juli 2016  |                         | Die auf Initiative der Grünen (Bezirk Eferding) aufgestellte „Bücherbude“ bei der Volksschule wurde 2016 anlässlich der Eröffnung des Hartkirchner Dorffestes eingeweiht und in der Silvesternacht von 2021 auf 2022 durch Böller gesprengt.                                                      | ⊙ Schulgasse 1, 4081 Hartkirchen                        |
|      | Telefonzelle      | Neumarkt im Mühlkreis     |               | Dez. 2023               | Der „Bücher Kasten“ direkt vor dem Marktgemeindeamt wurde abgebaut, weil ein Regal kaputt gegangen war und die Bücherzelle laut Gemeinde auch immer mehr zum Ablageort für beschädigte Bücher und Müllsäcke geworden war.                                                                         | ⊙ Marktplatz 1, 4212 Neumarkt im Mühlkreis              |
|      | Bücherregal       | Rüstorf                   | 2021          | Aug. 2025               | Das von Alois Kapeller vom Seniorenbund Rüstorf aufgestellte Offene „Selbstbedienungs-Bücherregal“ stand im rund um die Uhr zugänglichen Foyer der SB-Bankstelle Rüstorf der „Raiffeisenbank Region Schwanenstadt“.                                                                               | ⊙ Rüstorf 1A, 4690 Rüstorf                              |
|      | Regal             | Thalheim bei Wels         | 2017          |                         | Das Bücherregal stand im Eingangsbereich des Studios „Zweimalig Fotografie + Werbung“. | ⊙ Pater-Bernhard-Rodlberger-Straße 12–14, 4600 Thalheim |
|      | Telefonzelle      | Traun                     | 23. Apr. 2014 | 2024                    | Die am Welttag des Buches u. a. mit einer Rede des Krimiautors Thomas Raab eröffnete 1. Trauner Bücherzelle im Lurati-Park gegenüber dem City-Center Traun (die Außengestaltung erfolgte durch Schüler und Schülerinnen der HTL Traun), brannte am 25. Jänner 2024 aus und wurde danach entfernt. | ⊙ gegenüber Bahnhofstrasse 23, 4050 Traun               |
|      | Bücherkiste       | Weitersfelden / Freistadt |               | 2025                    | Die Bücherkiste „Buch.Bar“ befindet sich direkt beim Gemeindeamt unter einer Landkarte mit dem Weitersfelder Radwegenetz. | ⊙ Weitersfelden 11, 4272 Weitersfelden                  |